# Ludwig Tieck
Vous lisez un « bon article » labellisé en 2016.
Pour les articles homonymes, voir Tieck.
Œuvres principales
- Les Pérégrinations de Franz Sternbald
- Le Chat botté
- Le Monde à l'envers
- La Coupe d'or
- Eckbert le Blond
- Le Runenberg
- Vittoria Accorombona

Johann Ludwig Tieck, né le 31 mai 1773 à Berlin et mort le 28 avril 1853 dans la même ville, est un poète allemand, traducteur, éditeur, romancier et critique, écrivain du premier romantisme, celui du Cercle d'Iéna, aux côtés des frères Schlegel, de Caroline et Friedrich Schelling, de Novalis, de Fichte. Fils d'un marchand de laine, il étudia la théologie, la philosophie, la littérature. Il séjourna en Italie durant la période 1804-1805, en Angleterre en 1817, où il étudia de près Shakespeare. Il fut dramaturge à la cour de Dresde dès 1825, et appelé à celle du roi Frédéric-Guillaume IV de Prusse à partir de 1841.
Il est considéré comme une figure majeure du romantisme allemand, et comme l'un des principaux représentants de l'ironie romantique, théorisée par Friedrich Schlegel, assumée par les proches du Cercle d'Iéna (Solger (de), Novalis, Schleiermacher), composante essentielle du mouvement de la réévaluation esthétique initiée par les romantiques, et qui trouvera chez Ludwig Tieck sa réalisation dans les structures narratives du Chat botté (1797) au théâtre, ou du conte Eckbert le Blond (1797).
Sa notoriété en France provient d'abord de ses contes ; il est à cet égard considéré comme le prédécesseur indispensable d’E. T. A. Hoffmann, qui fut importé par les romantiques et particulièrement admiré en France dans les années 1820.
Il est jugé en Allemagne comme le plus brillant des premiers restaurateurs de contes traditionnels (Volksmärchen), dont la redécouverte par les romantiques visait à exhumer et illustrer un rapport magique au monde.
Ludwig Tieck fut particulièrement proche de Novalis dans les années précédant la mort du poète, et d'August Schlegel, à l'aide duquel il mit la dernière main, en 1833, à une traduction des œuvres de Shakespeare, initiée au début du siècle, et considérée dans toute l'Europe comme l'étalon-or des travaux germaniques à venir sur le dramaturge.

## Biographie

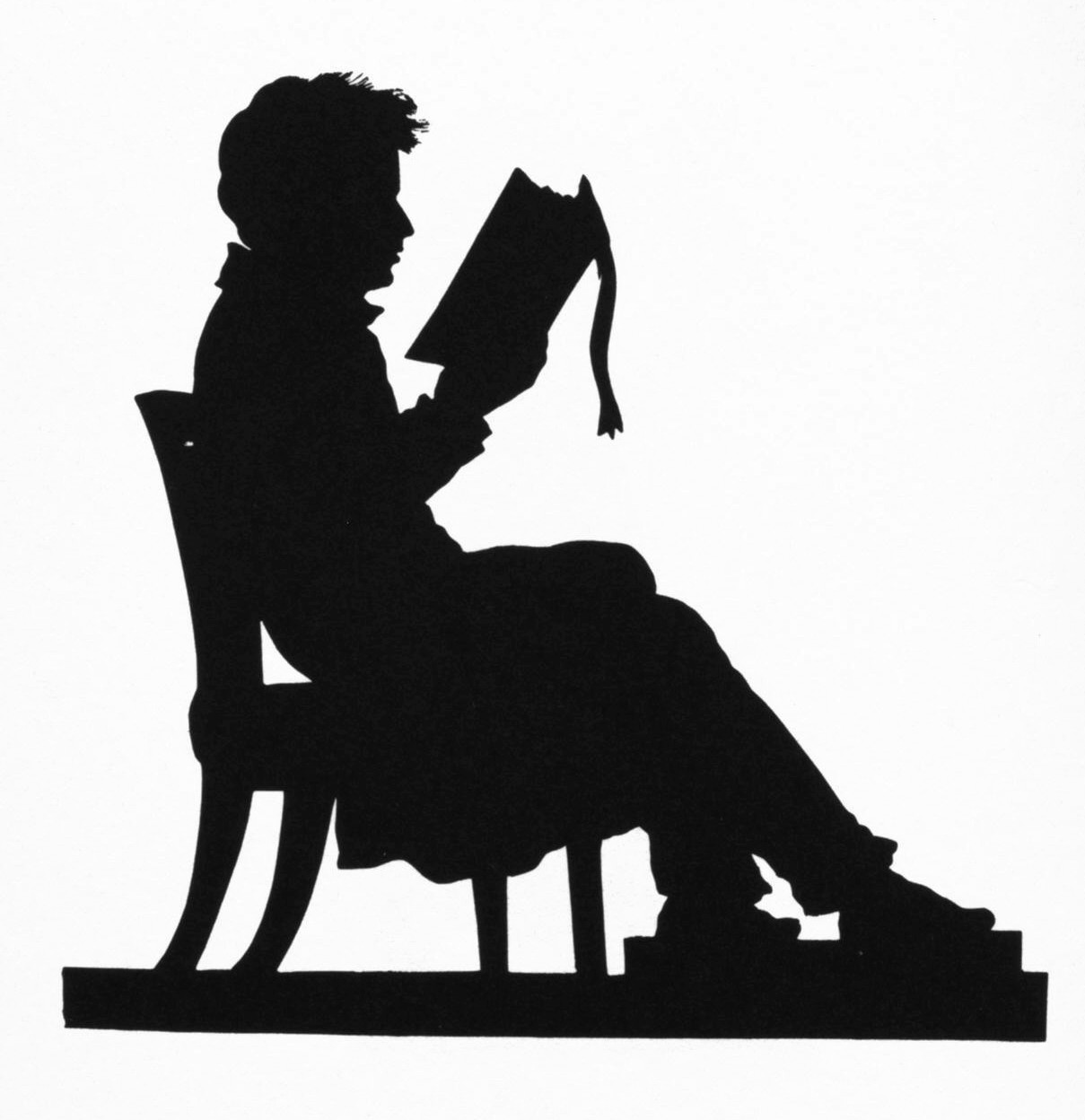
Ludwig Tieck assis, par Luise Duttenhofer.

### Enfance berlinoise

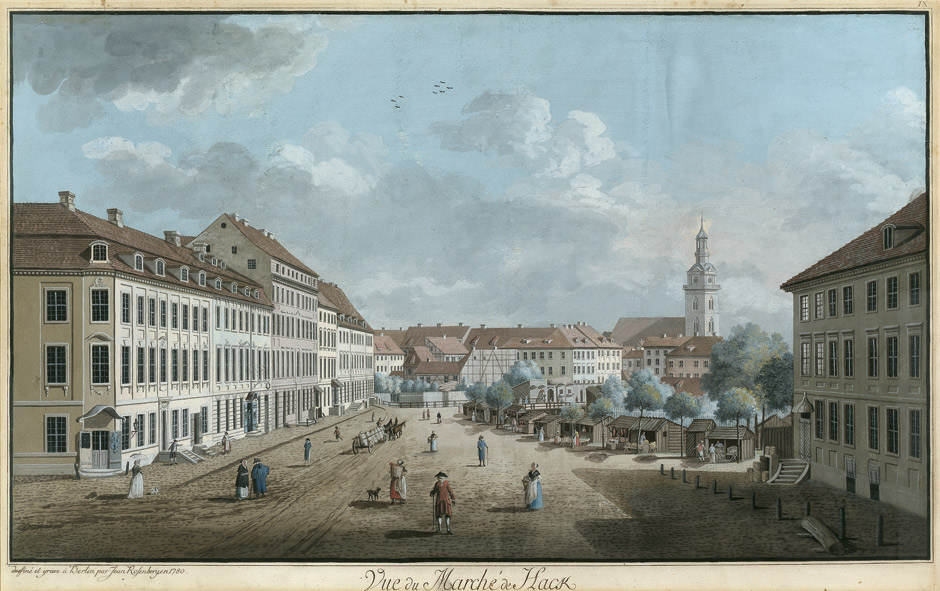
Berlin, vue du Marché de Hack en 1780.

Ludwig Tieck est le fils d'un autoritaire marchand de laine de Berlin,. Son frère Friedrich est sculpteur et sa sœur Sophie est femme de lettres. Il découvre dans la bibliothèque de son père Götz von Berlichingen de Goethe, les Brigands de Schiller, Shakespeare et Cervantès ; son père lui lit à voix haute une traduction de La Pluralité des mondes de Fontenelle. En 1782, Tieck se trouve scolarisé au lycée de Friedrichswerder, où il travaille à de premiers travaux littéraires sous la férule de ses professeurs, August Ferdinand Bernhardi, son futur beau-frère, et Friedrich Eberhard Rambach (de) - des « maîtres sans scrupules qu'il aidait à bâcler des romans noirs ou des écrits satiriques. » Talent précoce, « prodige », il participe à l'écriture de Thaten und Feinheiten renommirter Kraft und Kniffgenies de Rambach (1790), et compose le chapitre Ryno, sous le pseudonyme d'Ottokar Sturm, inséré dans le roman de Rambach, Le Masque de fer (Die eiserne Maske, 1792).
Le père de Tieck tâche cependant de décourager son fils de se lancer dans une carrière littéraire, et à partir de 1792 Tieck étudie la théologie à Halle, à Göttingen où il ébauche son premier roman, William Lovell, achevé en 1796 ; et enfin à Erlangen. Son amitié avec son frère de lait, fils d'un juge, Wilhelm Heinrich Wackenroder, lui ouvre les portes de la bonne société et renforce son désir de devenir écrivain. Wackenroder devient son compagnon d'errance, aux côtés duquel il voyage en Franconie durant l'été 1793 - voyage dont les deux compères tirent un manifeste esthétique inspiré de la vision des églises baroques du Sud de l'Allemagne, du Nuremberg gothique, Les Effusions d'un moine, ami des arts (Herzensergiessungen eines kunstliebendes Klosterbruders), et un ouvrage commun : Les Voyages de Franz Sternbald (Franz Sternbalds Wanderungen, achevé après la mort de Wackenroder en 1798), qui reprend la figure du Wanderer cher aux romantiques allemands (les Wandrers Nachtlied (de) de Goethe, composés en 1776 et 1780 ; le poème Der Wanderer de Hölderlin, écrit sous sa première forme en 1797). En 1794, il déménage à Berlin et obtient un premier succès avec Peter Lebrecht, histoire sans aventure (1795). Eckbert le Blond (1797) le voit appliquer ses talents à la forme de la nouvelle. Tieck fréquente durant cette période les salons d'Henriette Herz, de Rachel Levin et de Dorotha Veit, où il rencontre les frères Auguste et Friedrich Schlegel.

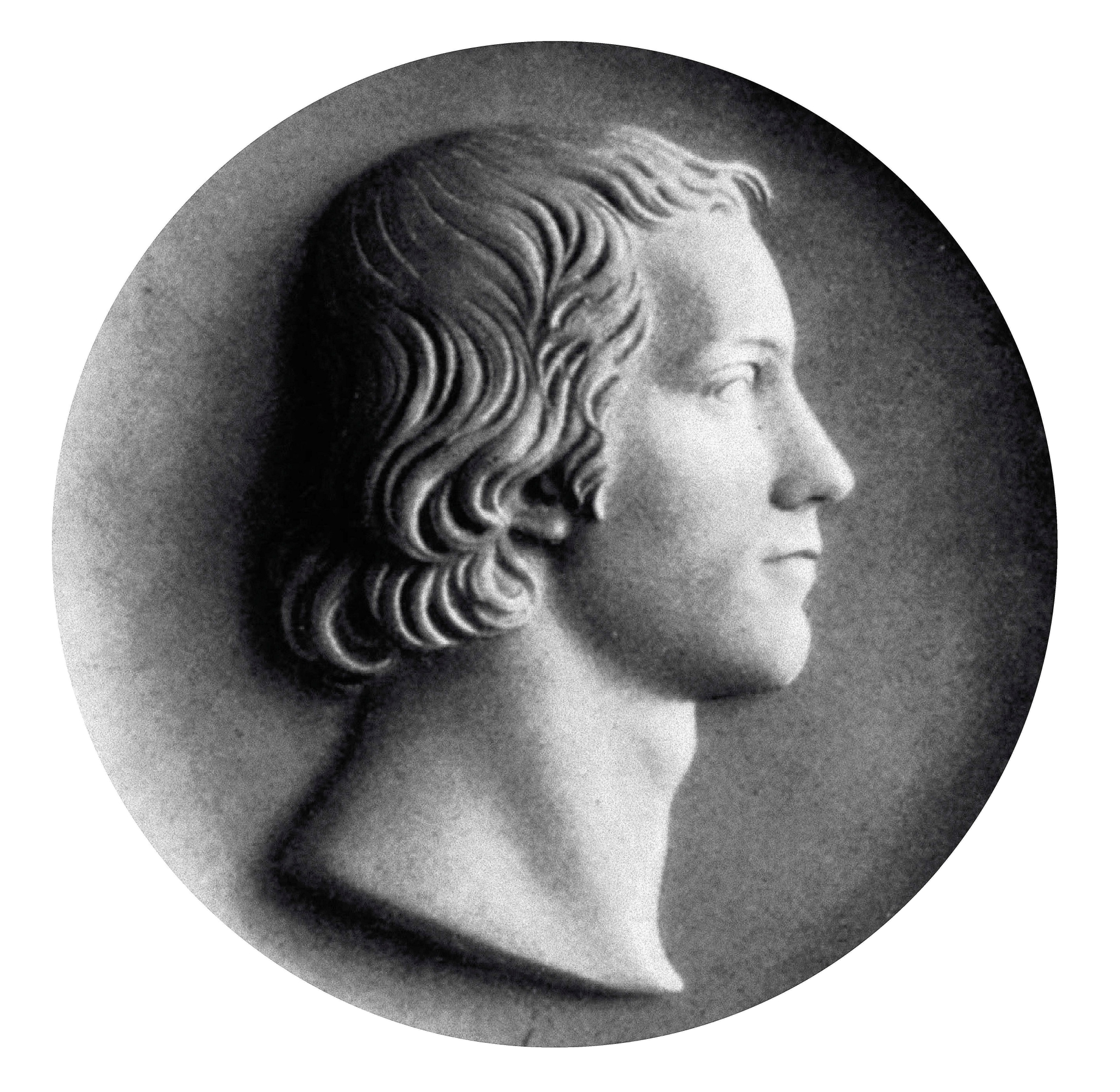
Wilhelm Heinrich Wackenroder.

De toutes les fréquentations de Tieck — Novalis, Schelling, Jean Paul, Goethe, Fichte — le philosophe Friedrich Nicolai, figure importante de l'Aufklärung berlinoise, est pour le jeune écrivain, outre son éditeur, le soutien le plus systématique à sa volonté de créer. De 1795 à 1797, il publie les œuvres de Tieck (entre autres Abdallah, Peter Lebrecht, William Lovell), qui écrit alors sous le pseudonyme de Straußfedern ; mais à partir du moment où Tieck délaisse les influences d'autres (Klinger, Rousseau) pour développer dans ses récits la tonalité ironique (ce que Nicolai nomme « excentricité ») qui deviendra la marque du romantisme, la rupture entre l'éditeur et l'écrivain est consommée. « Tant qu'il écrivit pour le libraire Nicolai, en contraignant sa propre nature, il ne montra guère d'originalité. Mais on le voit bientôt lever le drapeau du romantisme et inaugurer une nouvelle manière qui devait lui donner la gloire. » À ce moment, il abandonne le style « pathétique et flamboyant » de ses premiers écrits pour la satire, celle entre autres de « ceux qui s'enthousiasment à tort et à travers pour la nature ». Il écrit dans cette veine Le Chat botté (Der gestiefelte Kater, 1797), où perce l'ironie romantique, paru cent ans après le conte de Perrault.

### Iéna (1799-1800)

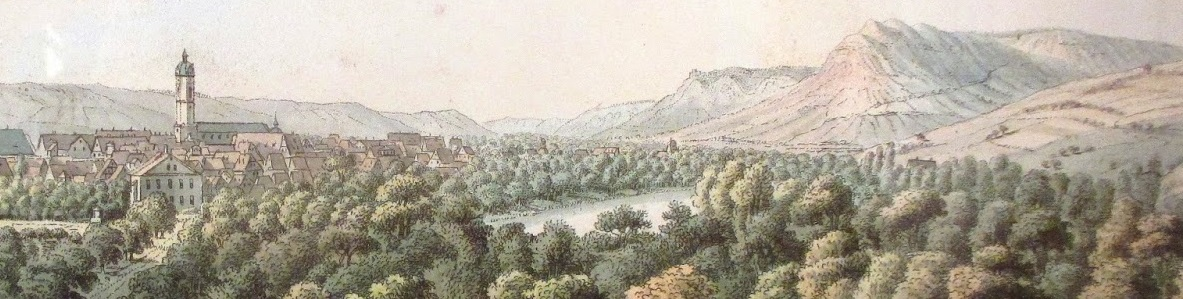
Vue d'Iéna vers 1790.

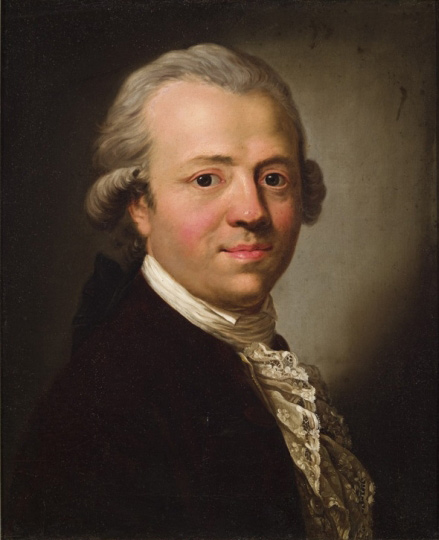
Ferdinand Collmann, portrait de Friedrich Nicolai (ca. 1790).

Ludwig Tieck épouse en 1798 Amalie Alberti. L'année suivante, ils s'installent à Iéna avec leur fille Dorothea tout juste née. Iéna est à ce moment de l'histoire allemande le « centre de la philosophie post-kantienne », et Auguste Schlegel y enseigne à l'université dès 1798. Ludwig Tieck s'installe non loin des Schlegel, et publie à Iéna des textes illustrant les concepts novateurs du romantisme développés dans l'Athenaeum de Friedrich Schlegel. Il y écrit ses pièces les plus connues : Barbe-Bleue (1799), Le Monde à l'envers (1799), Le Prince Zerbino (1799) et la tragédie de Genoveva (Leben und Tod der heiligen Genoveva, 1799), qui servira de base au livret de l'opéra de Schumann. Il rencontre également le poète Novalis, deux ans avant sa mort. « "Novalis est toqué de Tieck", écrit plus brutalement Dorothée Schlegel en 1799. « Il en est éperdument épris et juge sa poésie bien supérieure à celle de Goethe », note Caroline. Partout on se montre vexé, jaloux même de cette vive affection de Novalis qui jusqu'alors avait été sous l'influence des Schlegel. » Novalis, à cette occasion, juge en effet favorablement le talent imaginatif et tout d'instincts énergiques de son nouvel ami, et lui écrit : « Personne ne m'a jamais donné une impulsion aussi douce et aussi irrésistible. Toute parole venant de ta bouche, je la comprends entièrement ; rien en toi ne me rebute... Rien d'humain ne t'est étranger ; tu participes à tout ; léger comme l'air, tu embrasses tout l'univers, mais c'est de préférence sur les fleurs que tu te penches. »
Aux côtés de Friedrich et August Wilhelm Schlegel, de leurs compagnes respectives Dorothea Veit et Caroline Böhmer, Novalis, de Friedrich Schleiermacher, de Friedrich Schelling et de Johann Gottlieb Fichte, Ludwig Tieck complète le Cercle d'Iéna, centre du Frühromantik, le premier romantisme allemand.

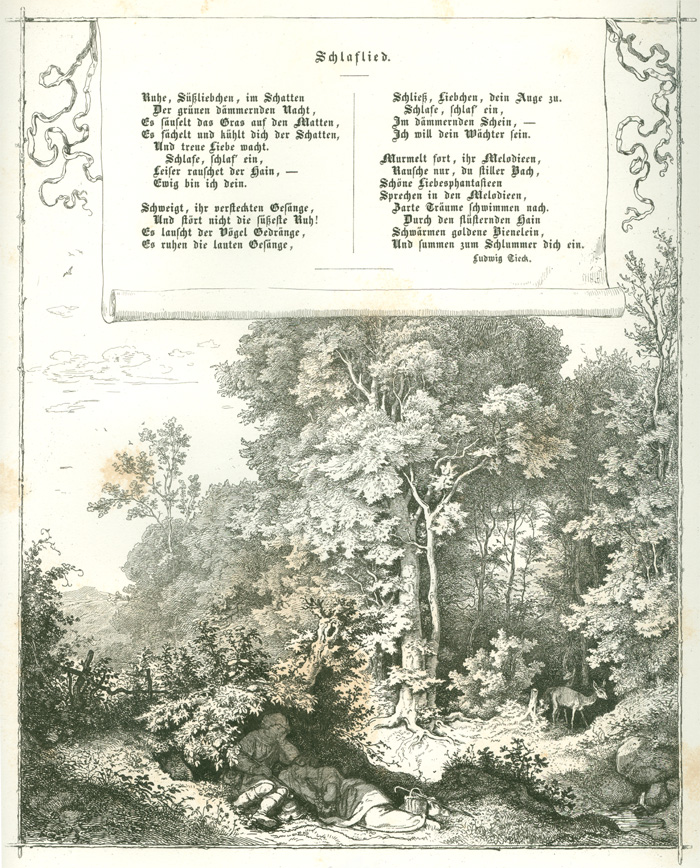
Illustration d'une Berceuse de Tieck (Schlaflied) par Ludwig Richter.

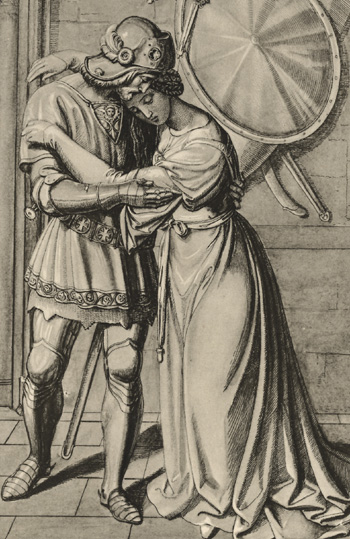
Illustration pour la Genoveva de Tieck.

Après son départ d'Iéna en 1800, il voyage à Hambourg, Dresde, Rome, Prague, Berlin, et enfin en Angleterre, et en 1801 il achève sa traduction de Don Quichotte. De retour d'Italie, il commence à ressentir les premiers effets de la goutte, qui devait empirer tout au long de sa vie.
En 1802, son nouveau mécène le comte Finck von Finckenstein le fait venir à Ziebingen près de Francfort-sur-l'Oder, puis l'invite régulièrement dans son château d'Alt Madlitz sur l'autre rive de l'Oder. À la faveur d'un voyage à Rome en 1806, il rencontre une première fois Samuel Coleridge avec qui il discute des travaux d'Auguste Schlegel initiés dès 1797 sur Shakespeare. Coleridge sera, avec Thomas Carlyle qui le traduira à partir de 1825, l'un des passeurs principaux de l’œuvre de Ludwig Tieck en Angleterre.
En 1807, Tieck et sa famille déménagent dans la propriété de son ami Wilhelm von Burgsdorff, considéré comme le véritable père de sa seconde fille, Agnes, (1802-1880).

### Dresde (1819-1841)

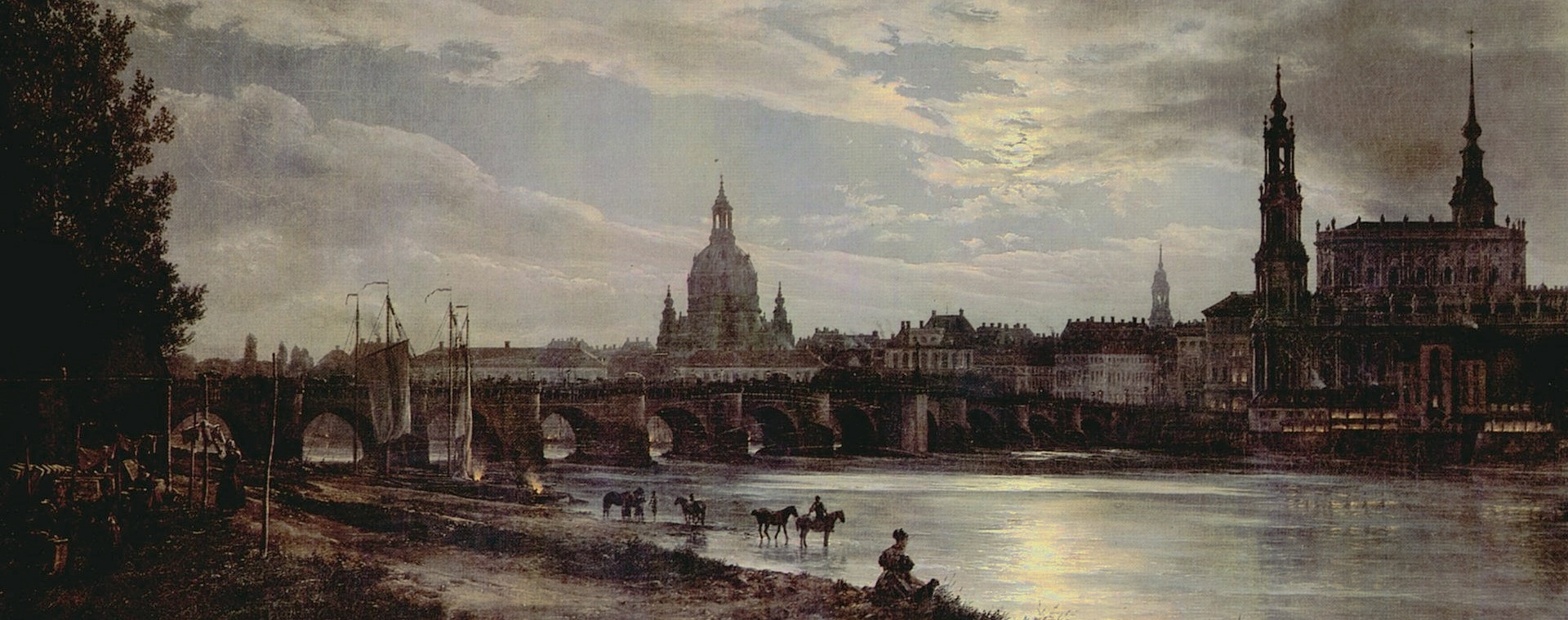
Johan Christian Dahl, Dresde en 1839 (détail).

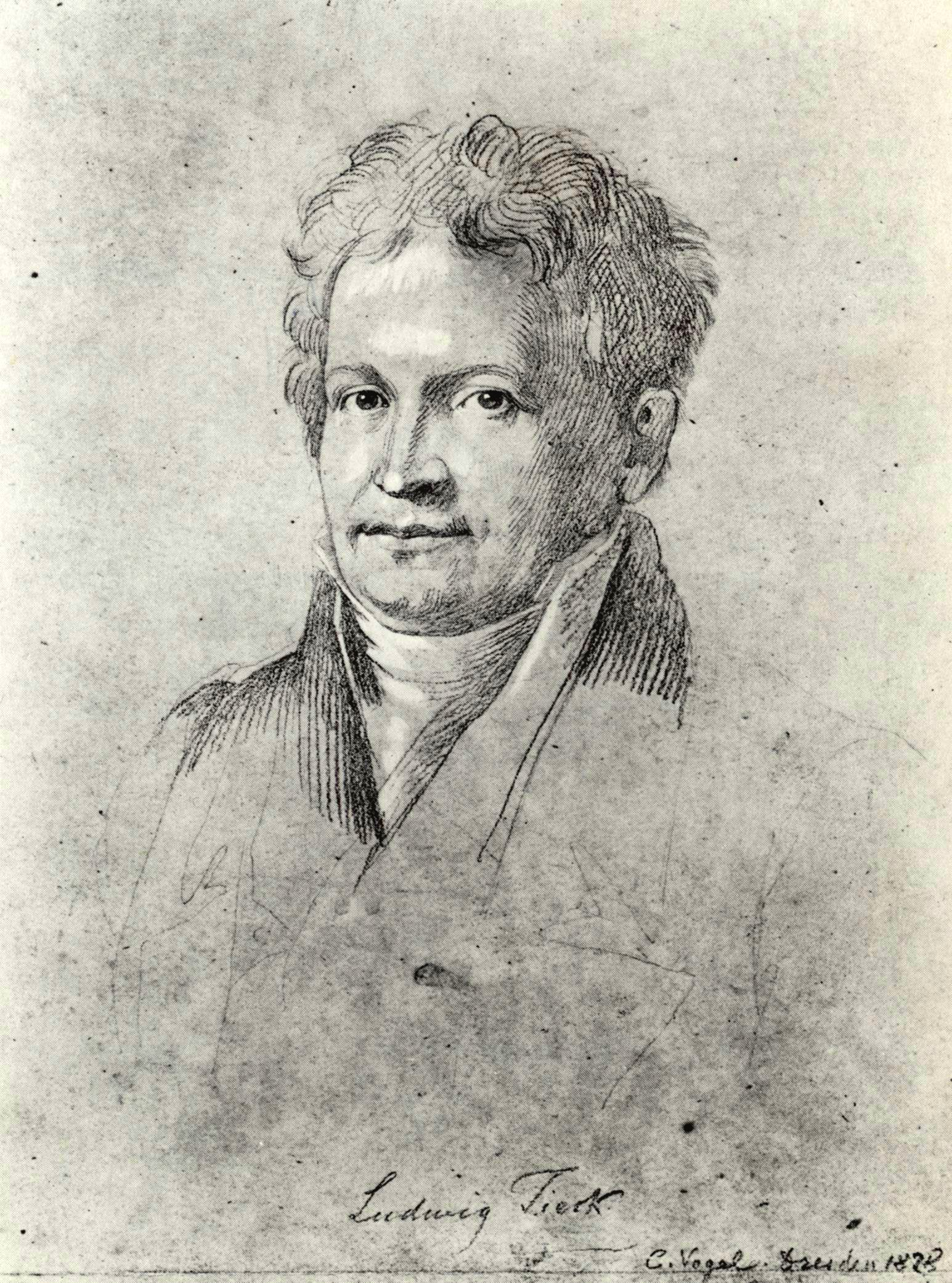
Portrait de Ludwig Tieck, fait par Carl Christian Vogel von Vogelstein (Dresde, 1828).

À la mort du duc von Finckenstein en 1818, sa fille (et l'amante de Tieck) la duchesse Henriette Gräfin von Finckenstein (1774-1847) accompagne les Tieck à Dresde, où ils s'établissent à partir de 1819. Ludwig Tieck y travaille à ses traductions de Shakespeare aux côtés d'Auguste Schlegel, avant tout comme coordinateur et éditeur. Il entretient à ce moment avec Schlegel des rapports orageux, lesquels ont pour cause les « corrections minimes » (« kleinern Korrekturen ») qu'il prétend apporter à la traduction de son collaborateur. Ces traductions sont achevées par sa fille Dorothea aux côtés de Wolf von Baudissin en 1833, et publiées sous le nom de Conversations nocturnes (Abendgespräche) en 1839.
Tieck travaille bénévolement en tant que directeur du théâtre de la cour, lequel, sous sa direction, améliore grandement sa réputation.
C'est à Dresde que Tieck acquiert sa réputation de lecteur hors-pair, laquelle réputation trouve un écho européen dans les revues du temps, où l'on écrit : « L'organe de Tieck possède à un haut degré l'énergie, l'harmonie, la richesse et la flexibilité. Toutes les nuances et toutes les gradations de la voix, depuis le souffle le plus léger jusqu'au tonnerre le plus éclatant, il en dispose à son gré, et il sait les fondre avec tant d'art, qu'elles sont comme les teintes diverses d'un tableau relevées par un fonds commun de lumière. Il domine et dirige sa voix comme un Paganini son archet. » « Dans ces lectures, écrit-on encore, Tieck représentait à lui seul, par la flexibilité de son organe et la variété de ses intonations, toute une troupe d'acteurs. » Le Fraser's Magazine de Londres rend compte, en 1831 pour le public anglais, de ces lectures : « Tieck est, sans exception, le plus admirable lecteur de Shakespeare que nous ayons jamais rencontré. À Dresde, il accepta de nous inviter à une soirée littéraire, dont la principale attraction était une lecture dramatique. Il choisit sa propre traduction du Songe d'une nuit d'été (...) et modula sa voix de la manière la plus talentueuse et la plus admirable, incarnant les personnages les plus sérieux comme les plus légers. » Le séjour à Dresde est également marqué par la mort de sa femme, de sa sœur, et de sa fille Dorothea en 1841. Sa santé connaît à cette période de graves défaillances.
Au sortir du Congrès de Vienne, « au temps de Metternich, Tieck, sorti infirme d'une grave maladie, s'impose à ses contemporains par un cycle de nouvelles, écrites pour la plupart entre 1820 et 1840, dont Goethe le premier vante l'acuité du coup d'œil, l'art de la conversation, le sens de l'humain. » De ces vingt années de créativité, à la fois inégale et féconde, Tieck abandonne le genre fantastique pour exploiter résolument la veine historique, la peinture des mœurs, et en tire poésies, nouvelles, romans :
| Poésie                                           | Nouvelles                                                                       | Romans                                                                           | Autres travaux                      |
| ------------------------------------------------ | ------------------------------------------------------------------------------- | -------------------------------------------------------------------------------- | ----------------------------------- |
| Poésies (Gedichte, Dresden, Hilscher, 1821–1823) | Nouvelles (Novellen, Dresde, Arnold ; Berlin, Reimer ; Breslau, Max, 1823–1828) | La Révolte dans les Cévennes (Der Aufruhr in den Cevennen, Berlin, Reimer, 1826) | Vie des poètes (Dichterleben, 1825) |
|                                                  | Le Savant (Der Gelehrte, 1827)                                                  | Le Sabbat des sorcières (Der Hexensabbat, 1831)                                  |                                     |
|                                                  | Gesammelte Novellen. Vermehrt und verbessert. (Breslau, Max, 1835–1842)         | Le Jeune Charpentier (Der junge Tischlermeister, Berlin, Reimer, 1836)           |                                     |
|                                                  |                                                                                 | Des Lebens Überfluß (1839)                                                       |                                     |
|                                                  |                                                                                 | Vittoria Accorombona (Breslau, Max, 1840)                                        |                                     |

### Berlin (1842-1853)

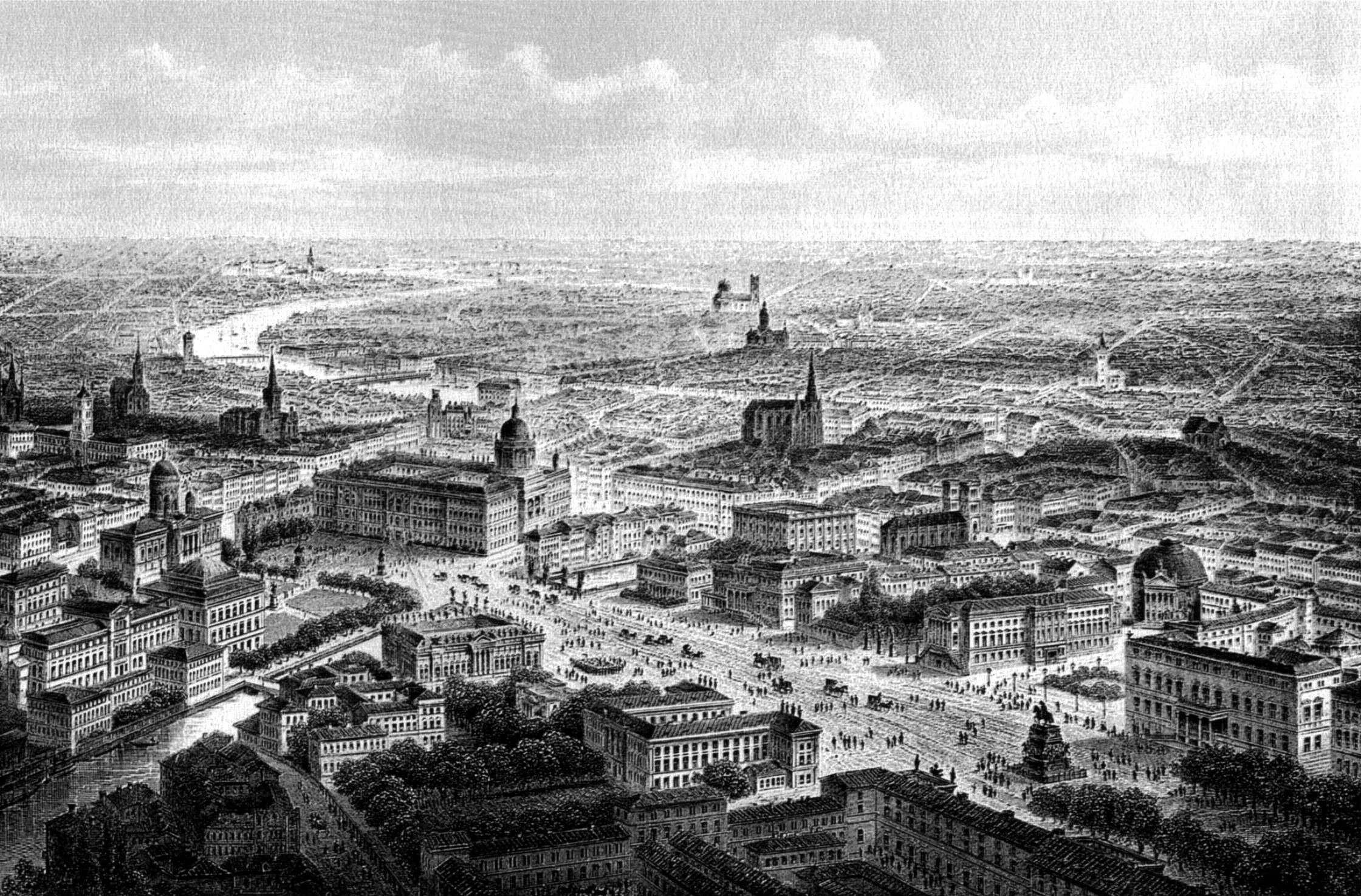
Berlin en 1850.

Lorsque Frédéric-Guillaume IV de Prusse monte sur le trône de Prusse en 1840, l'année de la publication de Vittoria Accorombona, le monarque invite Tieck à devenir son dramaturge officiel, lui offrant un titre et l'usage estival du Palais de Sanssouci de Potsdam. Tieck accepte les honneurs royaux en 1841. Sa santé devenue fragile, il souffre d'une attaque durant le voyage à Berlin. Ses premières comédies romantiques sont déjà lointaines ; il n'a que peu de succès auprès de la bourgeoisie berlinoise, qui le suspecte de soumission aux exigences royales. Le drame allemand a muté ; Tieck ne s'est jamais reconnu dans les productions de la nouvelle scène, celles d'August Wilhelm Iffland ou d'August von Kotzebue ; le public ne se reconnaît pas dans celles de Tieck. Cependant, sa création d'Antigone en 1841, puis du Songe d'une nuit d'été de Shakespeare en 1843, accompagnée de la musique de Mendelssohn, lui apporte un vif succès.
Quand la révolution de Mars (Märzrevolution) a lieu en 1848 juste au-dessous de ses fenêtres sur la Friedrichsstrasse, celui qui, à la suite de Schelling, avait été un ardent admirateur de la Révolution française, se détourne des menées de ses compatriotes.

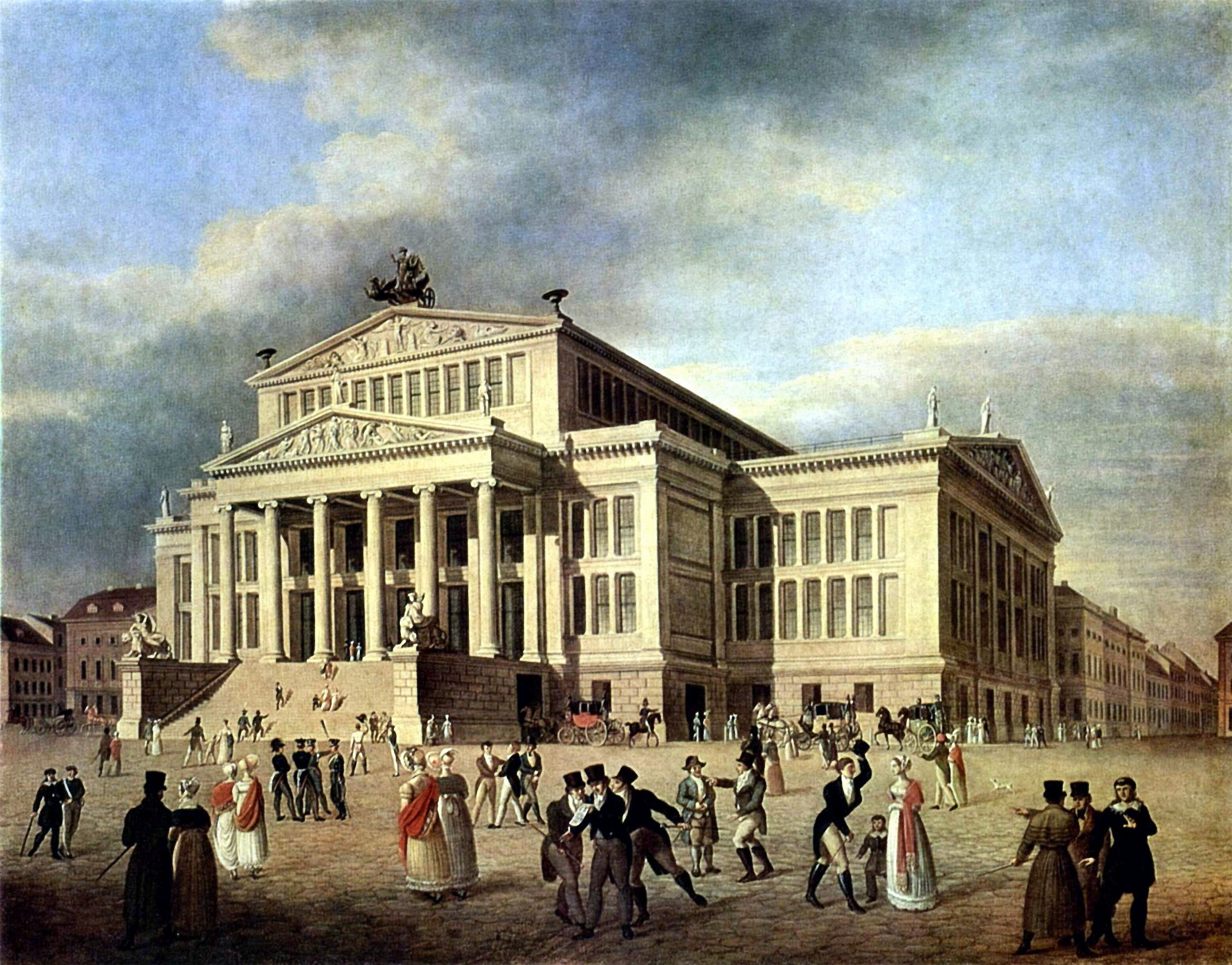
Le théâtre de Berlin en 1825.
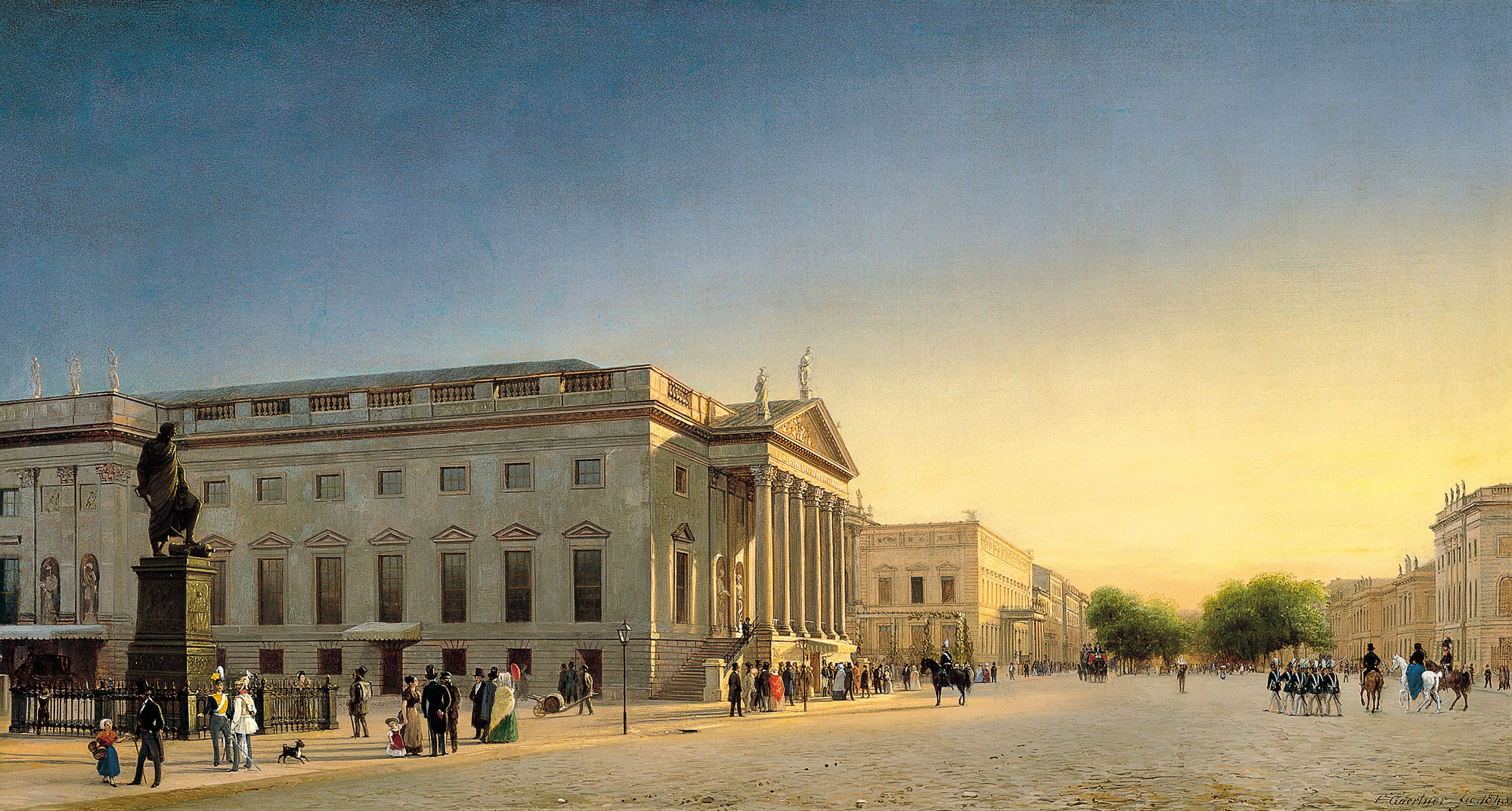
Eduard Gaertner, Opéra de Berlin et Unter den Linden (ca. 1850).
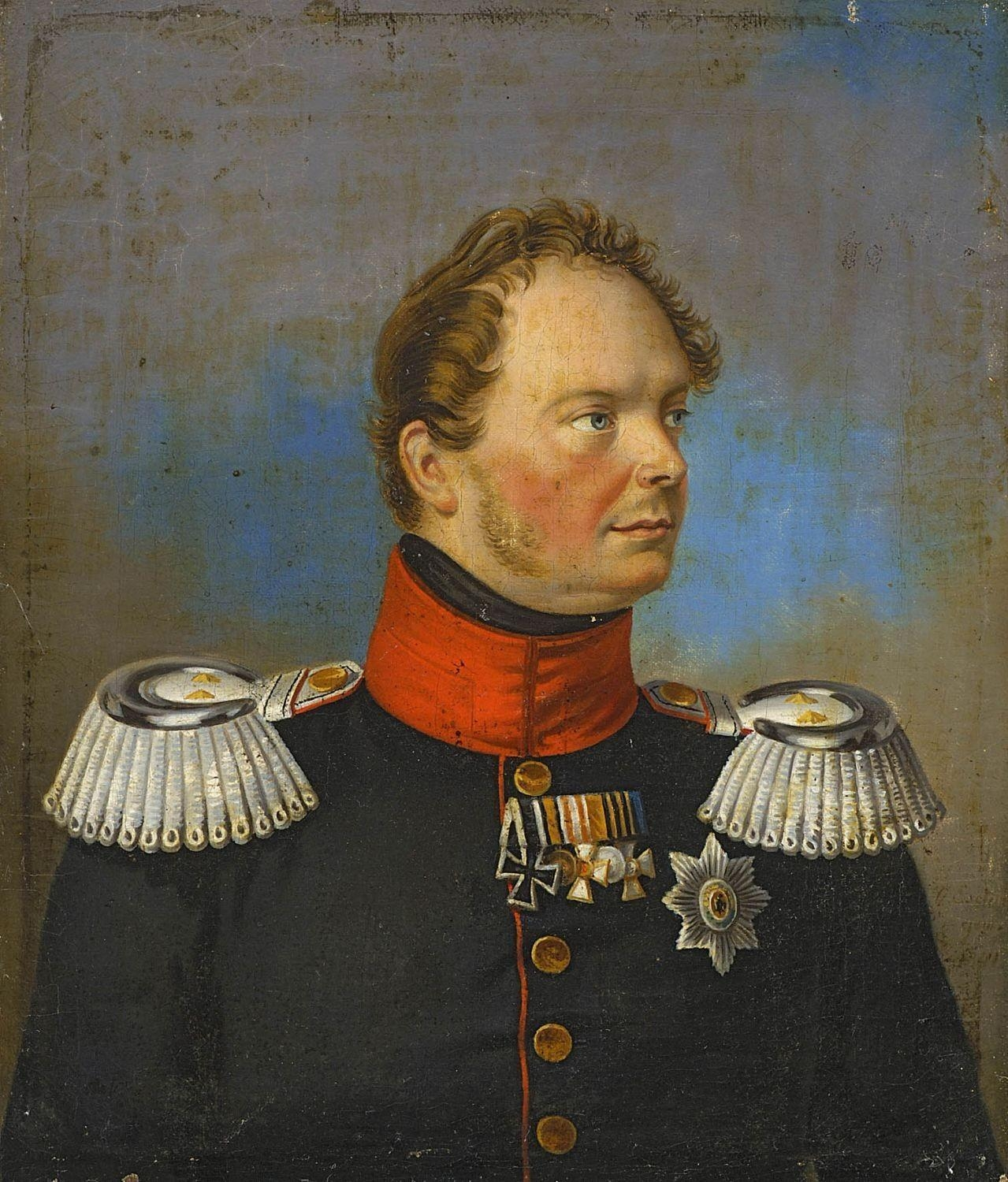
Frédéric-Guillaume IV de Prusse.
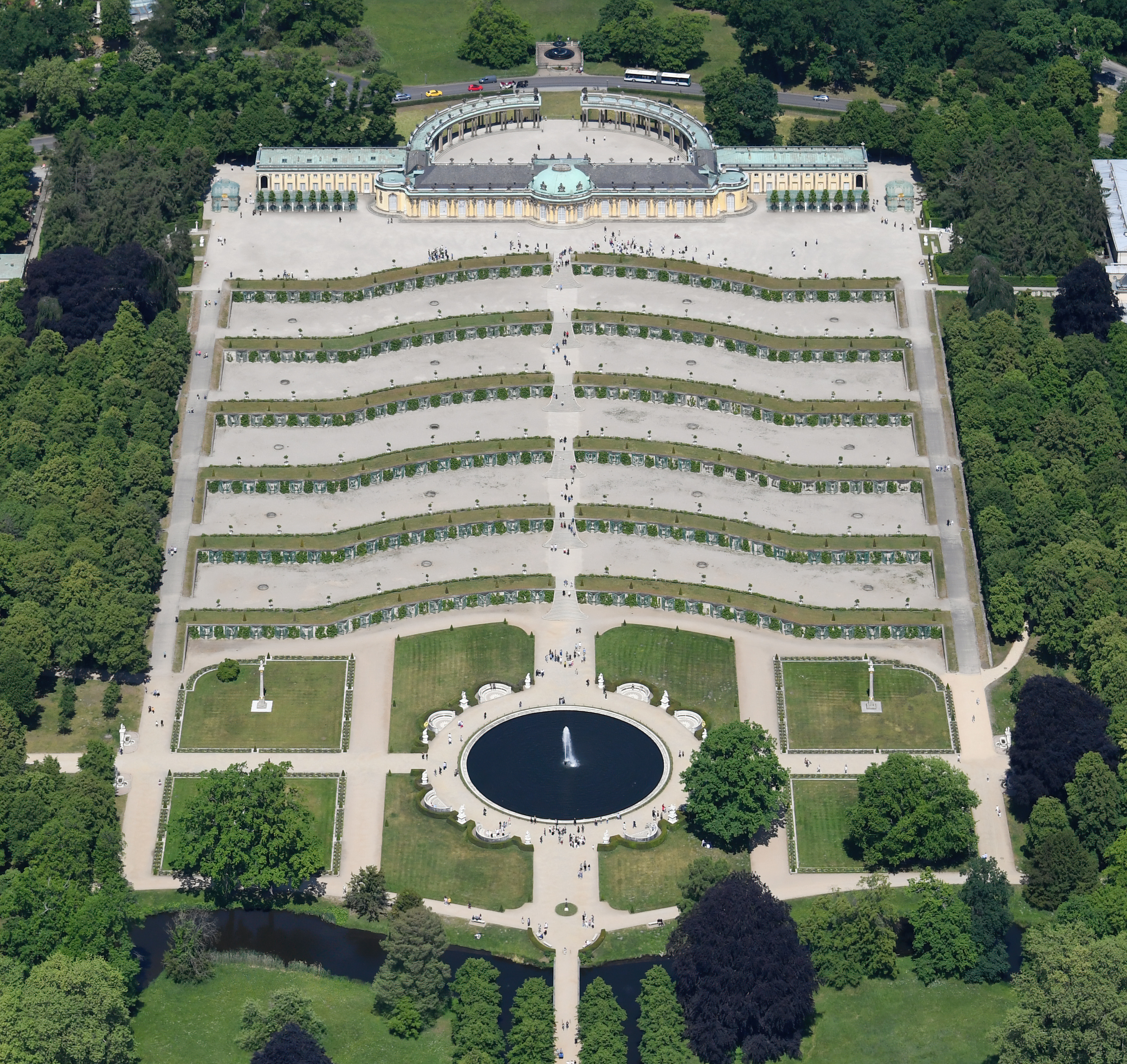
Le palais de Sanssouci, vue aérienne.
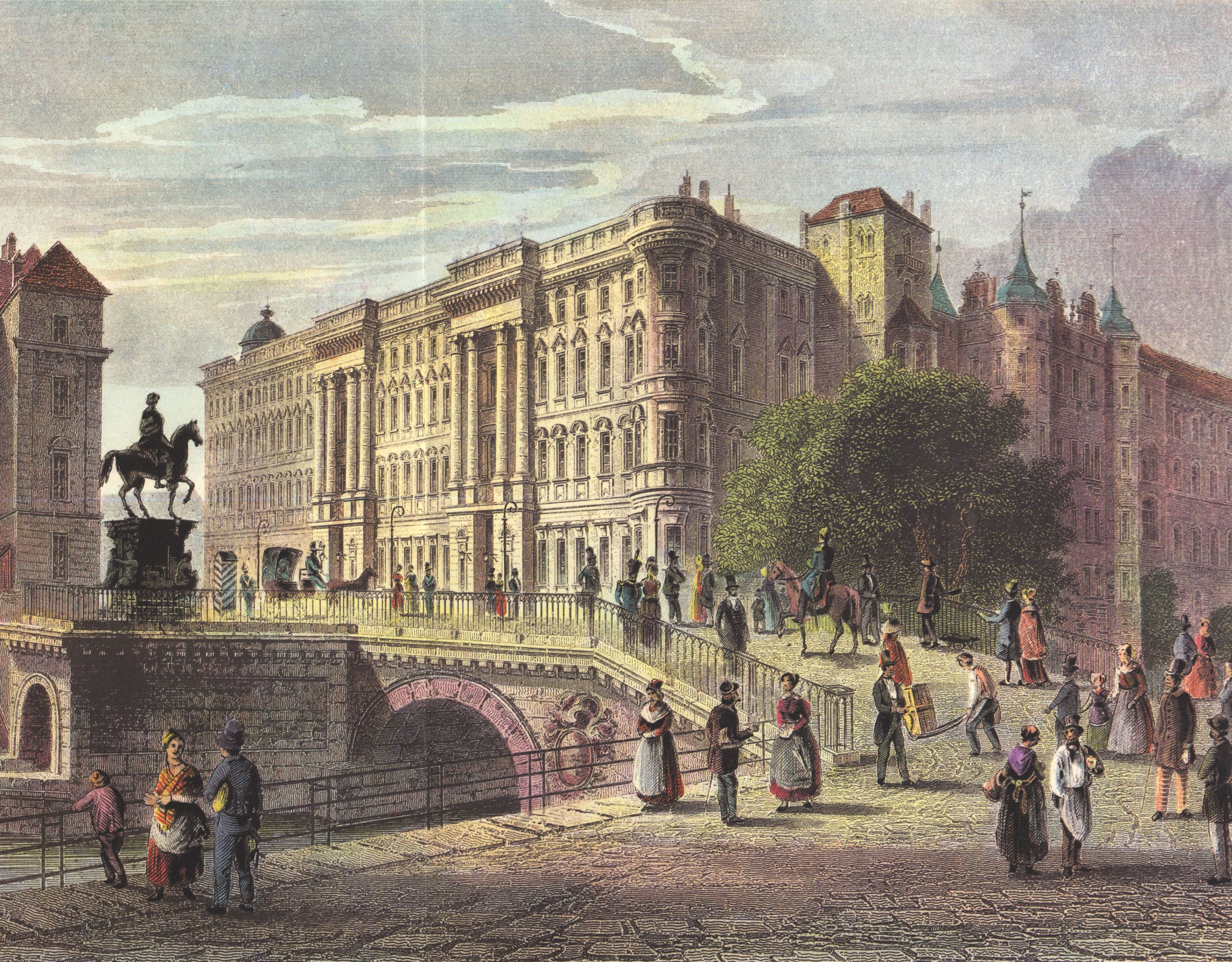
Joseph Maximilian Kolb, Palais royal de Berlin (1850).
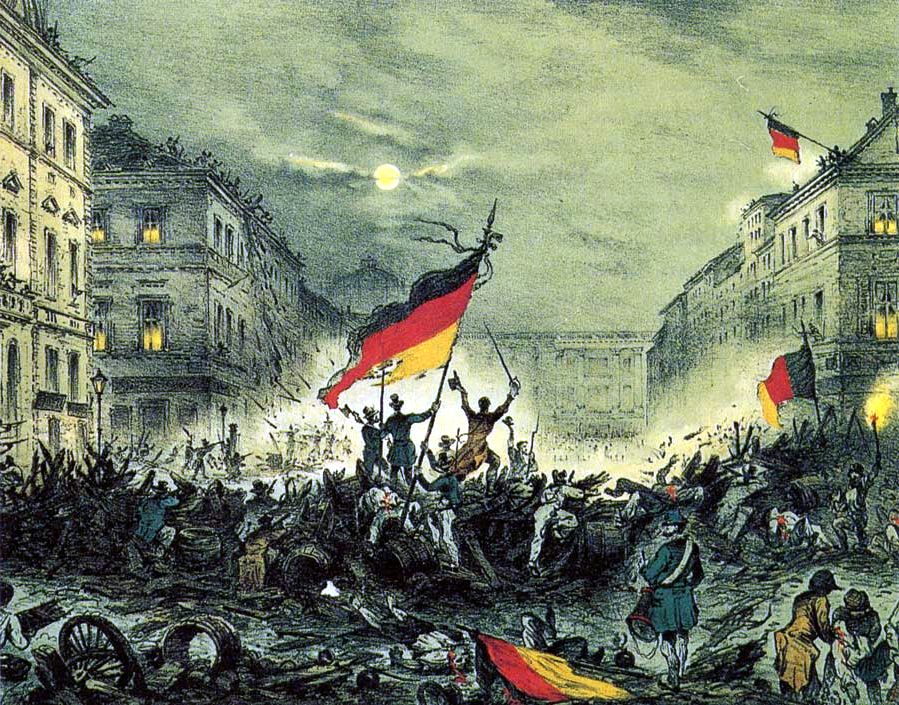
La révolution de Mars 1848 (gravure anonyme).
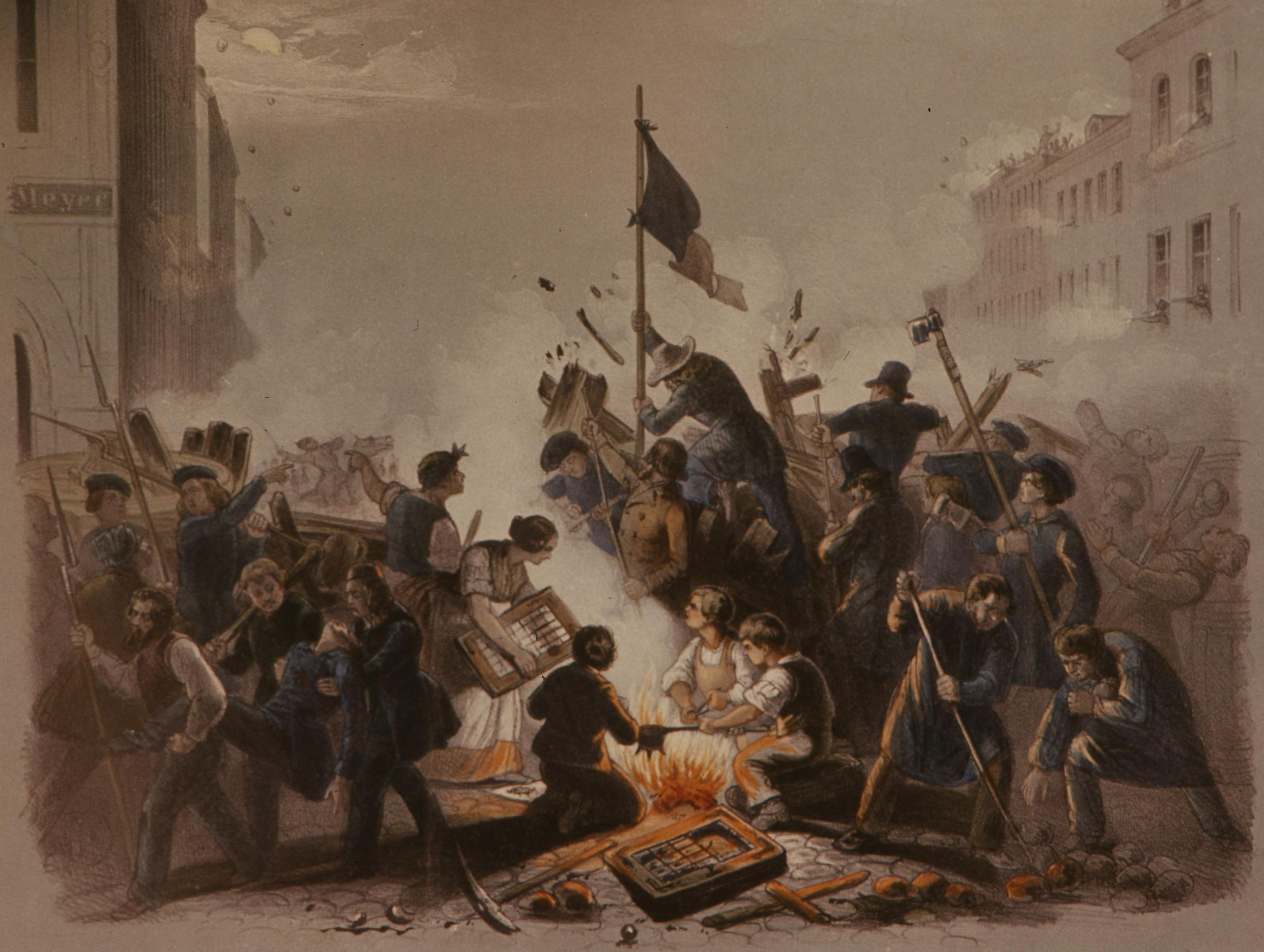
F.C. Nordmann, Barricade sur la Friedrichstrasse le 18 mars 1848
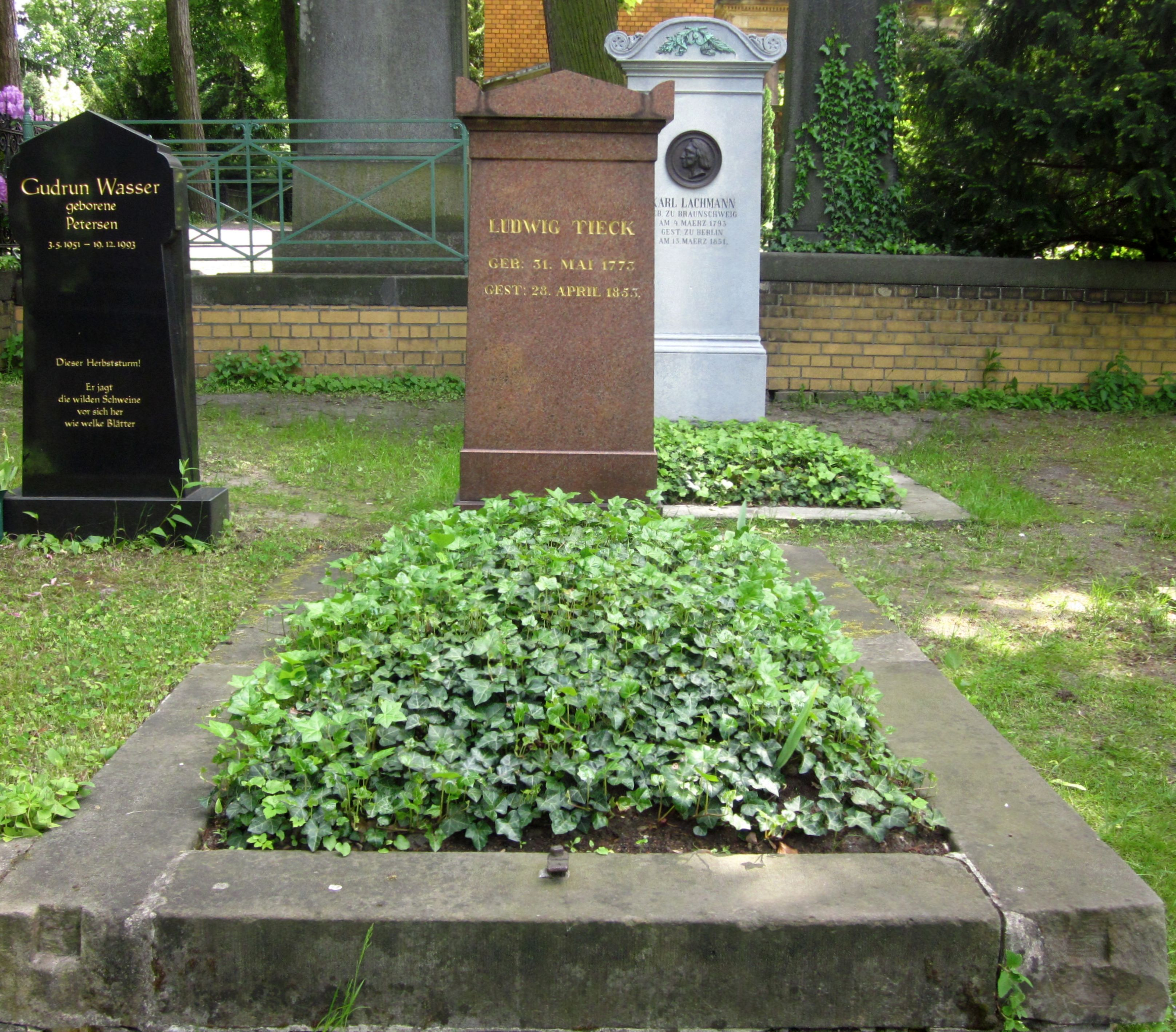
Sépulture de Tieck au cimetière de la Trinité (division II).

Il met en vente à Berlin, le 10 décembre 1849, les 7 930 livres que contenait sa bibliothèque, et qui montre, outre pour l'histoire, la géographie, l'histoire du théâtre, la théologie, la philosophie, l'archéologie, un large intérêt pour les littératures de tous horizons : allemande, anglaise, asiatique, hispanique, française, grecque, latine, néerlandaise, scandinave, slavonique.
En 1852, Thomas Carlyle, son traducteur anglais, rencontre Ludwig Tieck à Berlin.
Tieck meurt le 28 avril 1853, après une longue maladie qui l'a tenu alité près d'un an. Il avait été atteint de polyarthrite chronique dès l'âge de trente ans, et alliait à cette santé physique fragile une santé psychologique à l'avenant ; « [il] fut toute sa vie un cyclothymique, passant successivement d'états euphoriques-ironiques à des états de terreur et d'abattement au cours desquels il redoutait de devenir fou, jouant avec ses nerfs et avec la fatigue et se livrant à une délectation morose concernant la solitude, l'horreur, la mort. »
Il est enterré le 1er mai 1853 au cimetière de la Trinité de Berlin.
À la mort de son père, sa fille Agnes Tieck-Alberti brûle nombre de ses papiers personnels, dont la correspondance qu'il entretenait avec la comtesse Henriette von Finckenstein.

### Le premier et dernier des romantiques allemands

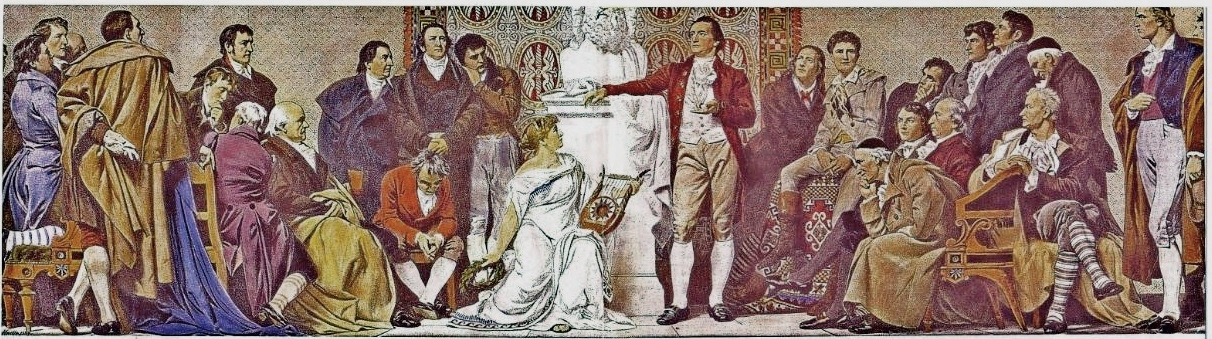
Le peintre Otto Knille a réuni dans sa fresque Weimar 1803 les romantiques allemands des deux premières générations, le Sturm und Drang et le Cercle d'Iéna. Goethe est au centre, Schiller en retrait à l'extrémité droite du tableau. Tieck est à gauche de Goethe, au-dessus de la muse Terpsichore.

Ami d'enfance de Wilhelm Heinrich Wackenroder, Ludwig Tieck est à peu près du même âge que les frères August et Friedrich Schlegel, Clemens Brentano, Novalis ou Hölderlin. Aux environs de 1850, ayant survécu à tous les grands romantiques, il demeure seul sur une scène dont le décor a complètement changé, et sur laquelle on ne voit monter que des succédanés, le romantisme étant tombé dans l'escarcelle des lieux communs et des belles images. « L’année de sa mort, il y a plus d’un demi-siècle que Novalis n’est plus, quarante-deux ans qu'Heinrich von Kleist, qu’il a aimé et soutenu, s’est suicidé, trente-et-un ans qu’Hoffmann qui le tenait pour un maître a quitté ce monde, victime du tabès, cinquante ans qu’Hölderlin est devenu fou et dix ans qu’il est mort chez le menuisier Zimmer. (...) Ces quelques repères peuvent aider un peu à comprendre comment Tieck, polygraphe virtuose, mort à l’âge de quatre-vingts ans, couvert d’honneurs, a fini par incarner, presque à lui tout seul, cette école romantique qu’il avait, avec quelques autres, fondée et dont il s’était retrouvé, après 1832, date de la mort de Gœthe, dernier représentant d’envergure. » Il y gagna dès lors le surnom de « Roi des romantiques » (Königs der Romantik).
C'est dans Romantische Dichtungen (1799-1800) que Ludwig Tieck fut amené à définir clairement ce qu'était le romantisme, comme « un refus, une satire du goût des Lumières et de la morale utilitaire, et comme une attention prédominante aux élans du lyrisme (solitude des forêts, nuits de clair de lune) ou aux formes pittoresques du passé (les évocations médiévales en particulier), sans négliger pour autant le culte de la forme qui doit se prêter à l'expression harmonieuse de notre sensibilité. »
« L'époque romantique allemande, dit Giraudoux, a été celle où, émergeant plus ou moins selon leur taille, du brouillard répandu sur l'Europe centrale, chacun enfermé dans sa ville, Tieck cherchait la lumière, Novalis la réalité, Kleist la forme, Hoffmann le squelette (...). » Il est, juge pourtant un dictionnaire des auteurs, « le maniériste de l'école, pourrait-on dire ; du romantisme, il ne garde que le côté obscur, nocturne des sens, et introduit le goût de l'horrible, du ténébreux, du magique, du grotesque, qui triomphera ensuite avec l'école d'Heidelberg, d'où il se répandra en France et dans toute l'Europe. » Mais cette manière ténébreuse, orageuse, Tieck la perd semble-t-il un peu avant la charnière de 1840, troquant le déséquilibre énergique des débuts pour un académisme. « La plupart des romantiques sont morts jeunes ; malgré leur extrême longévité, Goethe et Tieck sont, eux aussi, des romantiques morts jeunes. Ni dans Der Vogelscheuche, ni dans les romans historiques, Aufruhr in den Cevennen, Vittoria Accorombona, écrits entre 1835 et 1840, on ne retrouve le grand Tieck d'autrefois. (...) Sa fantaisie est devenue terre à terre, s'amuse d'anecdotes curieuses, se complaît au fini d'un style, il est vrai, éblouissant. »

Goethe et Tieck cohabitèrent en Allemagne, le premier à Weimar, le second à Dresde puis à Berlin, sans que l'amitié ou l'estime naisse réellement entre les deux hommes, qu'une génération séparait. Goethe était le représentant primordial du Sturm und Drang dont Tieck parodia les codes plus tard dans ses premiers écrits, et leur appartenance à des cercles d'influence différents garantit l'éloignement entre eux. Goethe, du reste, se jugeait supérieur à Tieck, ainsi qu'Eckermann le rapporte dans sa collation des Conversations avec Goethe : 

« Nous avons causé ensuite de Tieck et de ses rapports personnels avec Gœthe ; il m'a dit : « Je suis du fond du cœur très disposé pour Tieck, et d'une manière générale il en est de même de lui pour moi. Mais cependant il y a dans ses rapports avec moi quelque chose qui n'est pas comme cela devrait être. Ce n'est ni ma faute ni la sienne ; la cause est ailleurs. Lorsque les Schlegel ont commencé à prendre de l'importance, je leur parus trop puissant, et, pour me balancer, ils cherchèrent un talent à m'opposer. Ils trouvèrent ce qu'ils désiraient dans Tieck, et pour qu'il parût aux yeux du public assez important en face de moi, ils furent obligés de le surfaire. Cela nuisit à nos rapports, car Tieck, sans trop en avoir conscience, se trouvait ainsi à mon égard dans une position fausse. Tieck est un talent d'une haute signification, et personne ne peut mieux que moi reconnaître ses mérites extraordinaires. Mais si on veut l'élever au-dessus de lui-même et l'égaler à moi, on se trompe. […] C'est absolument comme si je voulais me comparer avec Shakespeare, qui est un être d'une nature plus élevée, que je ne regarde que d'en bas, et que je ne puis que vénérer ». »

Tieck était assez conscient cependant du mérite de son aîné pour s'exclamer, lorsque Henry C. Robinson lui lit en 1824 deux poèmes de Wordsworth : « C'est un Goethe anglais ! » (« Das its ein englischer Goethe ! »)

Lié au mouvement Jeune-Allemagne, Alexandre Weill nous fournit en 1843, dans la Revue indépendante, le portrait polémique d'un Tieck vieillissant, aux ordres du roi Frédéric-Guillaume IV de Prusse, dernier reliquat d'un romantisme mourant, éloigné désormais de toute volonté de changement politique : « L'éducation du roi a été faite par l'école romantique de l'Allemagne. L'école romantique allemande n'a rien de commun avec le romantisme français. C'est un cercle d'esprits improductifs et stériles, qui, à défaut de génie, calomnient les plus grands écrivains de leur pays et prônent le Moyen Âge aux dépens de notre siècle. Tieck l'Ennuyeux en est le chef. C'est le Menzel romantique de l'Allemagne. Un seul trait le fera connaître. Il s'est opposé à ce que le buste de Schiller, le plus grand poète dramatique de l'Allemagne, fût exposé dans le nouveau théâtre de Dresde. Jamais Tieck n'a écrit un livre dont on se soit souvenu deux mois après son apparition. Quelques gentilshommes auteurs, grands hommes manqués, se sont associés à cette école, dont Schlegel s'est fait le critique officiel, après avoir passé au service de l'Autriche. Voilà le milieu où le roi de Prusse a puisé sa philosophie. C'est un malheur et pour lui et pour l'Allemagne. Tieck, qui est son lecteur, a fait des vers à son avènement, pour le comparer à Alexandre le Grand, qu'il ne manque pas d'effacer, suivant cet honnête rimeur. L'idée dominante de la cour de Berlin est donc l’État chrétien du Moyen Âge, avec toutes ses conséquences. (...) Toutes [l]es lois [décidées par l'État, rejetées par l'opinion] étaient inspirées par le faux idéal de cet État chrétien, le rêve obstiné de quelques hypocrites piétistes de l'école romantique, qui entourent le roi, à la suite de Savigny et de Schelling. » Ce jugement n'est pas unanime au sein des écrivains de la Jeune-Allemagne. Heinrich Heine, probablement son plus grand représentant, dit de Ludwig Tieck qu' « il a été poète, appellation qu'aucun des deux Schlegel n'a méritée », ajoutant : « Il a été le vrai fils d'Apollon. » Malgré cet éloge, Tieck, dans sa lettre à Karl Gustav von Brinckmann datée du 17 novembre 1835, appelle Heine « un débauché », « le messie des Juifs ». C'est bien le jugement d'un auteur qui, appartenant à la génération antérieure de celle de Heine, porte un regard pessimiste et méprisant sur l'œuvre d'un écrivain plus novateur qu'il ne l'est lui-même à ce moment de l'Histoire - quand Heine jette, pour sa part, un regard en arrière et reconnaît les apports de Tieck à la littérature allemande renaissante.

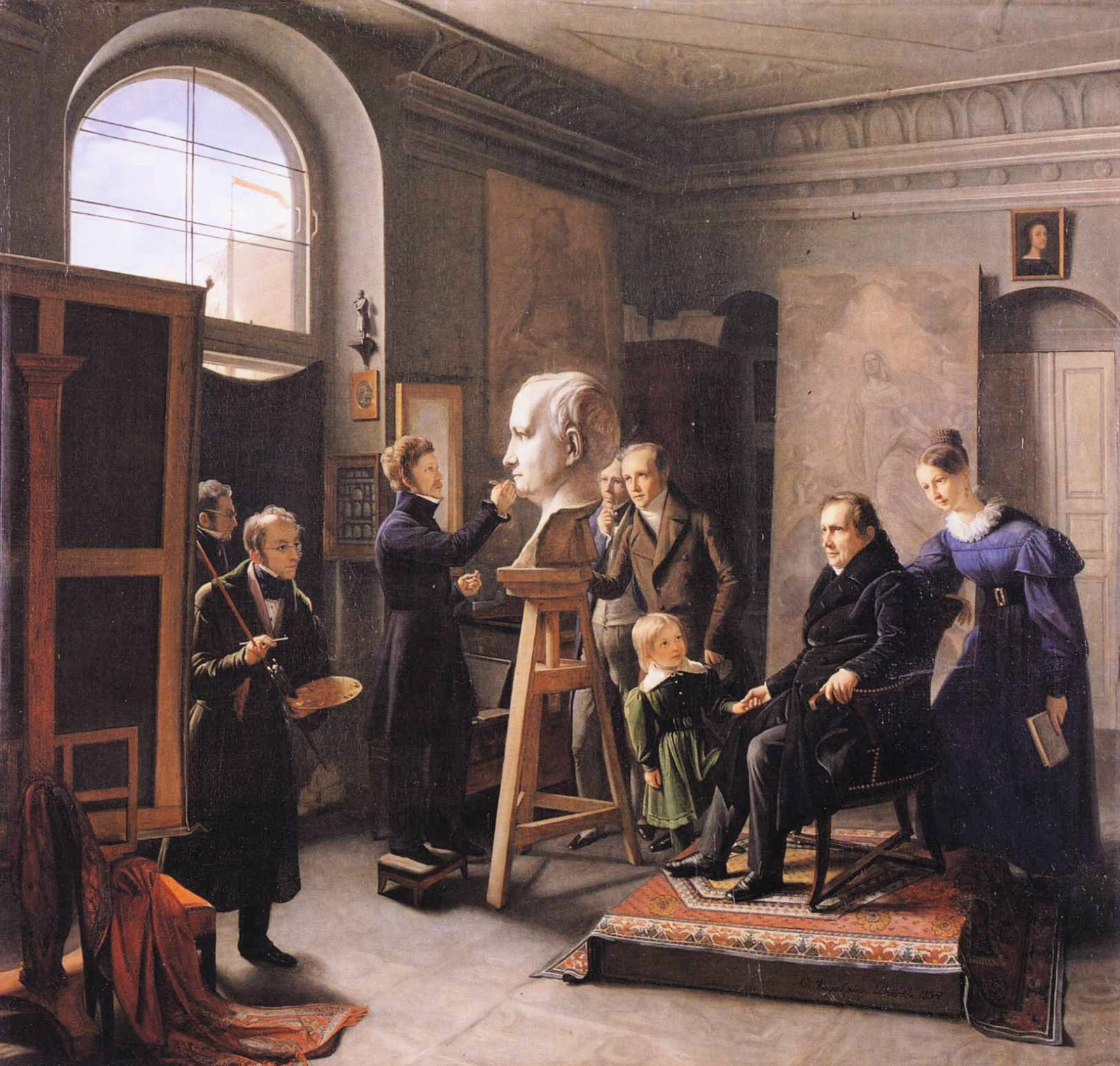
Carl Christian Vogel von Vogelstein - David d'Angers sculptant le portrait de Ludwig Tieck.

## Œuvre littéraire

### Caractères généraux
Marcel Brion, dans son Allemagne romantique, éclaircit en quelques lignes les principaux éléments d'évolution de la sensibilité de Tieck :

« Tieck, lui aussi, était persuadé de la nécessité de revenir aux origines — il existe une lettre à Friedrich Schlegel, très importante à cet égard —, et il suivait avec zèle ce courant général d'un retour au Moyen Âge, qui emportait le romantisme européen. Les thèmes médiévaux sont fréquents, dans ses premières œuvres surtout, et s'ils sont au début contrebalancés par les thèmes orientaux (Abdallah, Almansur, Nadir), ils conservent une évidente prépondérance jusqu'au moment où, très singulièrement, Tieck revient à l'esprit du XVIIIe siècle dans ses œuvres tardives. Autant ses premiers contes, écrits entre 1796 et 1812, sont essentiellement "romantiques", autant ses récits postérieurs sont "rococos" de forme et de sensibilité. »

Mais si son œuvre mérite encore d’être publiée et lue, « ce n’est vraisemblablement pas en vertu de son caractère hugolien et protéiforme, mais plutôt en raison des quelques récits durables, doués du pouvoir, toujours intact pour le lecteur contemporain, de susciter les mêmes frayeurs, les mêmes angoisses » : ainsi les contes à teneur fantastique Eckbert le Blond (de) (1797), Le Runenberg (1802) et Amour et Magie (1811). En les racontant, Tieck s’est rapproché de ce qu’on peut nommer « l’ombilic du conte », ce lieu mental où l’intime et l’universel se rejoignent. Il y évoque la part obscure de la vie, la zone sombre où viennent confluer la peur, la folie menaçante, et l’enfance dont on se souvient d’abord comme une énigme. Ainsi, à l’aube du romantisme, Ludwig Tieck évoque ce que l’on appellera un siècle plus tard l'inconscient. Il parle de la confusion de l’esprit et du corps, de la persistance de ce qu’on croyait oublié, et de la puissance du désir, conçu comme seul moteur de la création et même de la foi. En 1919, Freud a vu dans Le Marchand de sable (Der Sandmann, 1817) de E. T. A. Hoffmann, dont le climat d’inquiétante étrangeté doit beaucoup à l’influence de Tieck, une anticipation des découvertes de la psychanalyse,.
La critique encyclopédique contemporaine reconnaît à Tieck les « puissantes impulsions de ce génie précoce, éveillé et rêveur, ironique et fantasque, plus ample d'ailleurs que profond et dont la production abondante, inégale, toujours suggestive, comporte des œuvres qui demeurent : tels, pour la période romantique, les contes et les comédies qui fascinent par leur sinueuse musicalité, l'entrelacement du plaisir et de la douleur, la recherche de l'identité au bord d'un gouffre, les lazzis et les pirouettes. Comme traducteur et comme pénétrant critique théâtral, Tieck, sans être une figure de proue, se situe au centre d'un vaste réseau littéraire : il fut l'homme de lettres par excellence, espèce rare en Allemagne. » Si l'on reconnaît aux Schlegel la puissance spéculative, à Novalis la profondeur poétique, à Clemens Brentano la pureté du verbe, Tieck est en son temps reconnu pour la vivacité et l'originalité de son imagination, et sa disponibilité intellectuelle qui l'amène à synthétiser les courants idéologiques et esthétiques de son temps. « [Ses biographes] ont comparé Tieck à un caméléon, à un serpent, à cause des mues, à une éponge qui s'imprègne puis exprime, à un paon pour la richesse de la plume et des styles. » L'aspect cyclothymique de son caractère, évoqué par Pierre Péju, se retrouve dans la versatilité esthétique de Ludwig Tieck : maniant tous les genres littéraires, capable de passer de l'euphorique à l'ironie noire (Eckbert le Blond est d'abord un conte ; mais ce conte s'achève dans le sang et la folie), incarnant enfin les caractères les plus profonds du romantisme allemand : ironie, Witz, satire, mélange des tonalités et des genres. Sa période faste est ainsi celle de ses débuts, sa jeunesse romantique ; la suite de sa carrière, après la publication du dernier volume du Phantasus en 1816 — le flambeau ayant été repris par la génération des Hoffmann — oscille entre exploration de tous les genres (roman, théâtre, poésie, nouvelle), tentatives d'érudition (le théâtre élizabéthain), demi-échecs et demi-succès dans son genre de prédilection, le théâtre.

### Accueil critique de Tieck en France

#### AuXIXesiècle
En France, Ludwig Tieck est surtout connu pour ses contes, à teneur fantastique — seules de ses œuvres à connaître encore une traduction contemporaine — en raison, sans doute, de l'engouement durable du public pour ce registre littéraire durant tout le XIXe siècle, de Hoffmann à Maupassant. Reconnu comme l'inspirateur de E.T.A. Hoffmann, qui connut une grande fortune critique chez les romantiques français — grâce à Nodier, notamment — à l'orée des années 1820, Ludwig Tieck voit Le Prince Zerbino, « véritable débauche d'imagination », repris en français dès 1799 dans la Bibliothèque germanique, où son explosive créativité fait rencontrer à un prince « des arbres, des oiseaux, des tables, des chaises, des instruments de musique qui s'entretiennent avec lui », et où « il n'y a pas jusqu'à l'azur du ciel qui ne se mêle de la conversation ».

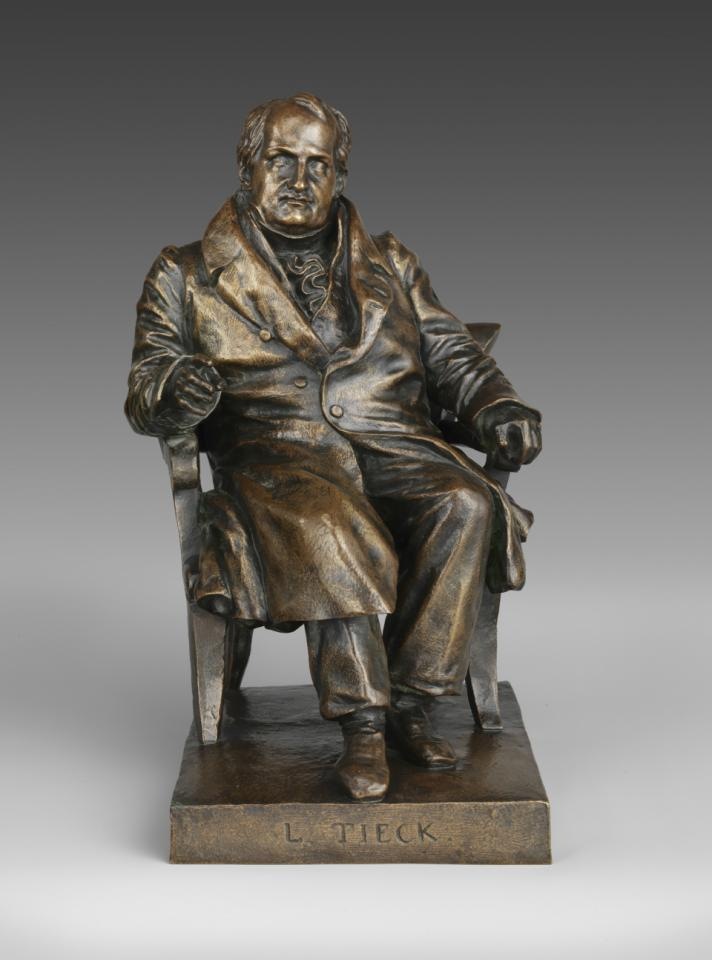
Ludwig Tieck, bronze de David d'Angers (Frick Collection, New York).

C'est à la charnière de 1830, période où les études sur le romantisme allemand battent leur plein, que le public français découvre véritablement les œuvres de Tieck, qui ont été en partie traduites dès 1826. Nodier, Sainte-Beuve, Balzac, Musset, le tiennent alors pour le chef de l'école romantique. Aux États-Unis, Henry Wadsworth Longfellow et Edgar Allan Poe, qui l'ont découvert, s'enthousiasment pour lui. Son nom apparaît alors régulièrement dans les revues littéraires, les bulletins de sociétés savantes, les recueils bibliographiques. Le Sabbat des sorcières paraît en France dès 1833, et ses nouvelles sont traduites par le comte de Corberon dès 1836.
Jules Lefèvre-Deumier synthétise en 1893 la critique française du XIXe siècle par ce constat : « Ludwig Tieck, né à Berlin en 1773, vivra, j'en ai bien peur pour eux, plus longtemps que ses détracteurs. Enthousiaste et sérieux, ami des fabliaux et des fées, panthéiste comme Schelling, néo-catholique comme Schlegel, et protestant dans l'occasion, il est difficile d'avoir un talent et une vie plus à facettes que Tieck ».

#### AuXXesiècle
Les rééditions récentes de certains de ses contes (en 2011) ou du Chat botté (en 2012) sont peut-être la preuve d'un regain d'intérêt pour un auteur qui avait disparu des regards durant plus d'un siècle, mais qui cependant n'en avait pas moins été catégorisé parmi les inspirateurs des mouvements littéraires d'avant-garde au début du XXe siècle, comme étendard de l'ironie romantique : « De plus, le romantisme affectionne déjà l'excentrique, le monstrueux et le grotesque, la surprise et le dépaysement, comme préalables de l'originalité poétique. Futurisme, expressionnisme, dadaïsme et surréalisme en font autant ; le dernier surtout (...) croit à la possibilité de découvrir la réalité profonde par le rapprochement de phénomènes dissonants, et à la liberté absolue de l'esprit poétique. On songe à Novalis, F. Schlegel, Tieck, Jean Paul, à l'ironie romantique, ainsi qu'à Hugo. » Dans la lignée de ce jugement, c'est bien la part romantique du premier Tieck que privilégie le lecteur contemporain, du Chat botté (1797) aux contes du Phantasus (1812-1816).

### Le genre du conte
Tieck est considéré comme le grand fondateur de la réécriture littéraire et inventive des anciens contes. Certes, avant lui, Goethe avait écrit en 1795 son fameux Märchen (plus tard retitré Le Serpent vert), et invité l’auteur de contes à se laisser porter par une imagination errante et un sens de l’énigme, à disposer dans tout récit des éléments impossibles à interpréter : certes Novalis avait esquissé la théorie romantique du Märchen dans des notes collectées de 1798 à 1801 et qui formeront le Brouillon général, et en avait donné une idée avec le conte de La Fleur bleue (Die blaue Blume) dans Henri d’Ofterdingen, publié après sa mort par Tieck en 1802. Les frères Grimm s'engouffreront dans la brèche creusée. Mais à la faveur de son voyage en Allemagne du Sud de 1793, au cours duquel il s'intéressa à la culture populaire, c’est Tieck qui contribua à créer l’ambiance du conte romantique et fantastique, et démontra aux écrivains de son temps et des générations à venir les richesses de ce genre littéraire. « Tout en volutes aquarellées que couperaient, nettement, des lignes sombres, les écrits de Ludwig Tieck ont imprégné tout le romantisme allemand. Mais autour d’un point d’impact de ses contes les plus beaux, les ondes concentriques du rêve, de l’enfance, de la peur et de la folie se sont élargies jusqu’à nous. Vitesse et lenteur d’images inoubliables, teintes pastel et encre noire ». « Le dépouillement des récits de Tieck, peut-on lire ailleurs, les apparente au conte populaire (par contre leur contenu trouble les en éloignerait plutôt) ». L'allure poétique des contes populaires a incité Tieck à faire intervenir la poésie dans la réécriture qu'il en propose, « tout au moins dans Eckbert, dans Eckart, et dans le Runenberg. »
« Le premier fait qui s'impose au lecteur des Contes de Tieck est le retour extrêmement fréquent des mêmes types humains, des mêmes situations, des mêmes relations entre les personnages », et de thèmes récurrent : l'Etranger, l'Inconscient, le Moi, la figure paternelle, les traits d'union entre le monde réel et celui magique, cristallisé dans des objets ou des personnages - une fleur dans le Rünenberg, un petit chien dans Les Elfes, l'oiseau dans Eckbert le Blond. Cette présence d'un monde (magique) dans le monde (réel) engage Tieck, dans ses contes, à structurer la narration selon le principe de mise en abyme ; c'est particulièrement marquant dans Eckbert, où les situations de diction (narration, récit), s'entremêlent de manière à favoriser l'instabilité du lecteur, puisque le réel, le temps (passé/présent), les lieux, les individualités (récurrence du thème du Double) ne sont plus garantis par des frontières sûres. Tieck applique ce même principe, participant d'un processus ironique théorisé au sein du Cercle d'Iéna par Freidrich Schlegel ou Novalis, à ses productions dramatiques du tournant du siècle. Il reste à ajouter que cette propension qu'a Tieck à brouiller la perception du lecteur préfigure l'Unheimlichkeit du Marchand de sable de E.T.A. Hoffmann, et que l'auteur d'Eckbert est généralement considéré comme le précurseur du conte fantastique allemand qu'incarnera en son plus haut point Hoffmann.
Ludwig Tieck s'est intéressé à la sorcellerie, aux sorcières et aux sabbats (il fait paraître un Sabbat des sorcières, Chronique de 1459, traduit en français en 1833, soit deux ans après sa parution en langue allemande), à l'exemple d'autres romantiques de sa génération comme les frères Schlegel, Schelling ou encore Novalis. Tout comme les représentants de sa génération, il se passionne pour le Moyen Âge ; et au sujet de ce même Sabbat, l'éditeur-libraire Eugène Renduel rend hommage en préface au style coloré de Ludwig Tieck : « [On n'y trouve] point des peintures sans date, applicables également à tous les temps et tous les lieux ; M. Tieck ne vous peindra pas un Moyen Âge de convention, à la façon du mélodrame, badigeonné çà et là de quelques reflets lointains et vagues de couleur locale ; il rebâtira pour vous ces vieilles villes de la Flandre et du nord de la France au quinzième siècle, si riches et si commerçantes ; il vous associera à leurs mœurs, leurs croyances, à leurs superstitions (...). »

### Tieck dramaturge
« Nous n'avons pas de théâtre. Nous n'avons pas d'acteurs. Nous n'avons pas de spectateurs » : tel est le constat désolant de Lessing dans sa Dramaturgie de Hambourg de 1767, à quoi il se chargera de remédier. Schelling, dans une série de conférences données à Iéna et à Wurzbourg et réunies dans sa Philosophie de l'art (1802-1805), reprend et étaye ce constat : « L'Allemagne n'a presque vécu que d'emprunts étrangers ; la seule invention propre aux Allemands reste, en gros, d'avoir donné à leurs poèmes familiaux le ton le plus vil de la philistinerie et de la domesticité, ainsi que d'avoir étalé avec le plus grand naturel, dans leurs comédies ordinaires, l'infamie des conceptions morales dominantes et d'une fausse noblesse de cœur ; rien ne peut effacer cette honte du théâtre allemand, si ce n'est qu'il y a eu d'autres nations pour reprendre à leur compte ces turpitudes allemandes. ». Tieck participe, au même titre que la génération des premiers romantiques dont il est issu, au renouvellement dramatique en Allemagne. Brigitte François-Sappey constate : 

« Lui-même auteur de pièces de théâtre qui rivalisent parfois avec la fantaisie de l'Italien Gozzi (Le Chat botté), Tieck, Hofrat (conseiller aulique) du Théâtre royal de Dresde [dès 1842], se fera alors une spécialité de la lecture publique de pièces de théâtre au point que son ami Brentano le nommera "le plus acteur qui ne soit pas monté sur les planches". Son poste ultime de Vorleser, lecteur à la cour de Berlin, ne sera, au fond, que le juste point d'orgue à cette évolution vers l'abstraction de l'intrigue aux dépens de la présence scénique. À l'inverse, Goethe et Schiller à Weimar veillent jalousement à la mise en scène des spectacles qu'ils montent, et attendent cette mise sur scène pour se prononcer sur leur valeur. »

Cependant Tieck est sensible à la question de la mise en scène. Auteur de nombreux textes théoriques redoublant sa production théâtrale, il n'hésite pas à mettre en scène la critique du théâtre dans ses pièces mêmes. Ainsi il s'élève en 1798, dans Le Monde à l'envers (Die verkehrte Welt), un « spectacle historique en cinq actes », contre la pratique du théâtre de Cour allemand, hérité à la fois des pièces à machines baroques et de l'opéra français, privilégiant le spectacle sur la réflexion : on y voit donc « un public avide de spectaculaire, réclamant un orage qui n'a pas de rapport avec l'action [;] (...) un poète, qui regrette que le machiniste "ne travaille qu'en vue de l'effet le plus minable", et un machiniste critiquant le poète qui exige "que les hommes trouvent du plaisir à la poésie". » Par son théâtre, Tieck compte poursuivre la réforme du drame allemand, qui menace à la fin du XVIIIe siècle, de transformer le théâtre en « véritables boîtes optique pour enfants » : c'est ce que déclare le personnage de Lothar dans un long dialogue du Phantasus consacré au théâtre.

#### Le Chat bottéet l'ironie romantique

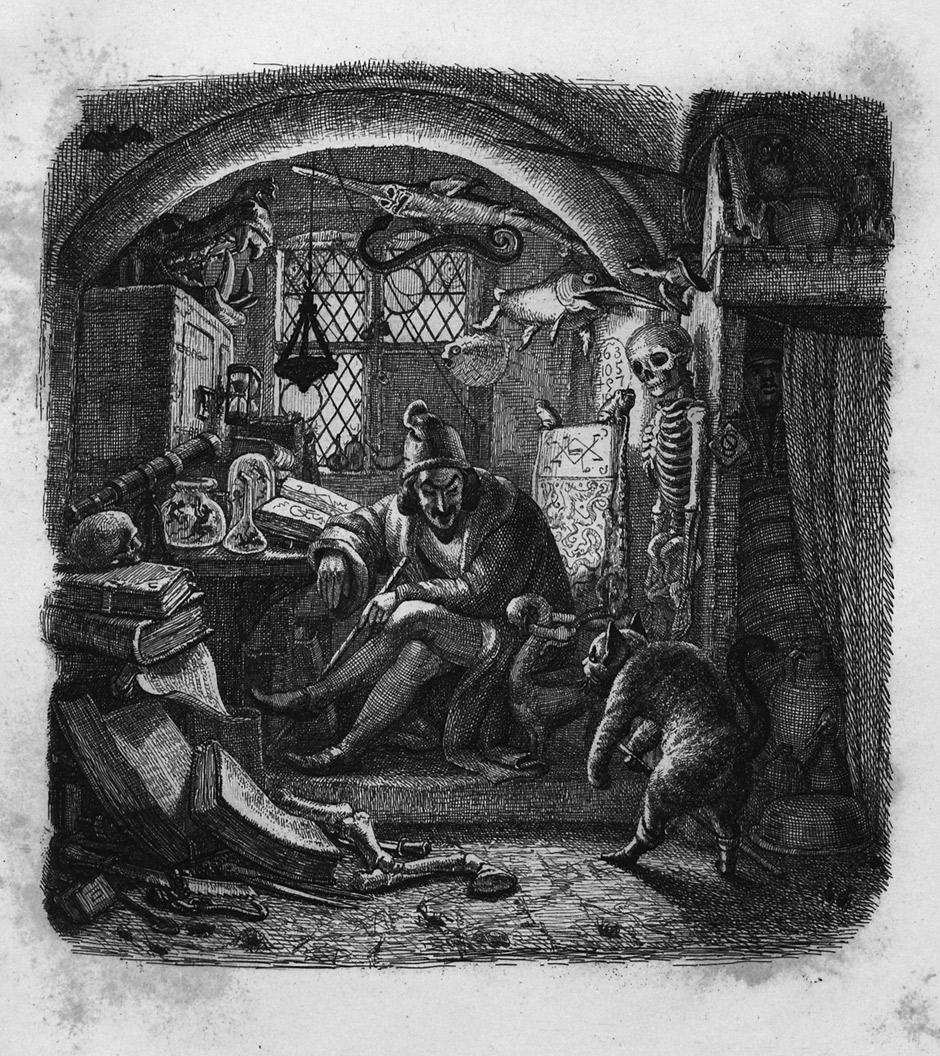
Otto Speckter, illustration du Chat botté d'après Tieck (1843).

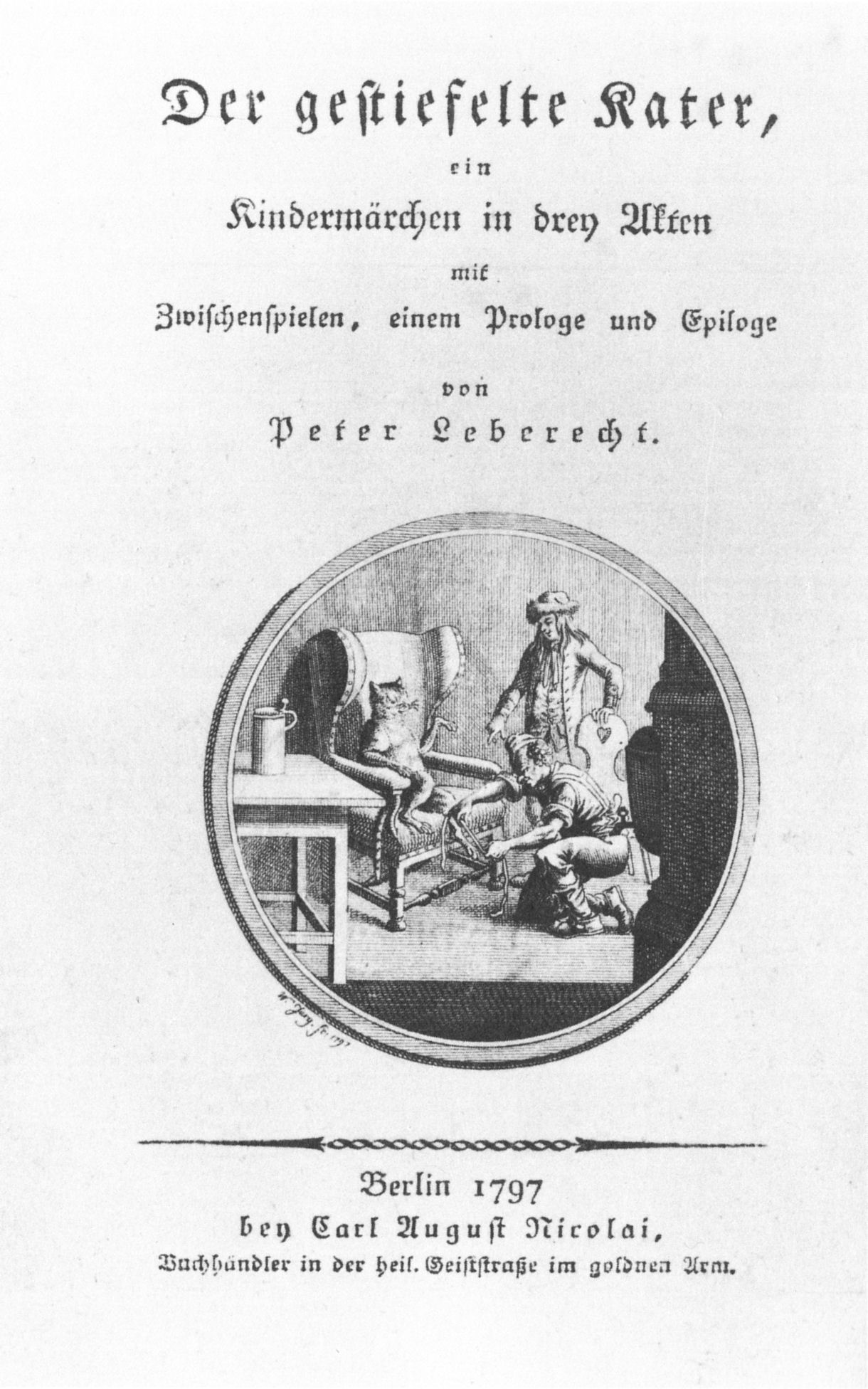
Le Chat botté de Tieck, édition de 1797.

Le texte de Tieck est publié en 1797 (il sera étoffé en 1811) dans le même ouvrage que Barbe-Bleue (Ritter Blaubart), lui aussi inspiré de Perrault. C'est, explicitement, un conte pour enfant (Kindermärchen). « On peut se représenter la pièce comme un pont entre le monde de pensée des Lumières et celui du Romantisme. (...) L’œuvre « déconstruit » le conte de Perrault en l’intégrant dans un jeu théâtral entièrement fait de ruptures (...). » Reprenant l'argument de Perrault, Tieck, plutôt que de concentrer son attention sur l'ascension sociale du pauvre jeune homme, préfère focaliser l'attention sur le Chat botté lui-même (redoublé par un bouffon, personnage proprement théâtral, invention du dramaturge), qui devient dans la pièce de 1797 un peu plus que l'instrument de la bonne fortune.

« Surtout, le chat prend aussi dans le dispositif de Tieck une place centrale : ses ruses, son déguisement (ses bottes ne sont pas, notons-le, les bottes de sept lieues du Petit Poucet, elles sont inutiles si elles ne sont la marque apparente d’un statut social aristocratique), sa faconde, toutes choses qui sont déjà chez Perrault, mais que Tieck a considérablement amplifiées, le désignent à l’évidence non seulement comme le trickster qui dupe efficacement son monde, mais, dans la logique intratextuelle, comme l’acteur en soi, le représentant symbolique du théâtre, l’incarnation de la recherche romantique d’une action de l’art sur le monde. »

Dès l'ouverture, Tieck brouille les canons dramatiques en usage. « [L]e "Prolog" qui ouvre la comédie, annonce d’emblée la couleur : ce qu’on va lire constitue un renversement des codes habituels, un bouleversement des perspectives : "La scène est dans le parterre". C’est donc par la rupture de l’illusion théâtrale du fait de la suppression scandaleuse de la rampe, de la frontière entre le public et la fiction théâtrale, que Tieck choisit de commencer, nullement par l’évocation sans transition du conte de Perrault. » La pièce, une comédie, commence par la discussion d'un groupe de personnages, symbolisant les spectateurs (Fischer, Müller, Schlosser, etc.) au sujet de l'intérêt de la pièce à venir, laquelle est supposée, prétend Tieck, faire appel à la part d'enfant que portent en chacun d'eux les spectateurs réels. C'est un conte ; il s'agit de croire à une fiction d'inspiration merveilleuse. Ces spectateurs fictifs expriment leurs craintes au sujet d'un drame qui ne correspond peut-être pas à leur éducation, à leur goût d'adulte : la source d'inspiration du Chat botté, après tout, est un conte populaire français. Finalement, ils font appel à l'auteur lui-même, supposé les rassurer sur le bon goût de sa pièce, et qui finit par calmer leurs craintes, et même par se faire applaudir d'eux en leur démontrant que ce qu'attend un public, c'est un théâtre qui divertisse, non un théâtre qui se fasse l'écho de ce que doit être le goût. L'extrait suivant donne un aperçu de la manière dont Tieck procède pour démonter les rouages de l'illusion dramatique, déviant à chaque réplique la focalisation du spectateur de l'objet supposé central, le Chat, vers sa parole ou vers la vraisemblance de la pièce : « Le Chat (bâillant après s'être levé, étiré et avoir fait le dos rond). » « J'ai vraiment pitié de vous, mon cher Théophile. » « Théophile (étonné). » « Comment ! Tu parles ? » « Les Critiques (au parterre). » « Le Chat parle ? Qu'est-ce que c'est que ça ? » « Fischer. » « Je n'ai pas ici le sentiment nécessaire de l'illusion. » Tieck, en procurant cette mise à distance - que l'on peut appeler ironie, et qui caractérise souvent ses travaux estampillés romantiques -, balise d'entrée de jeu la critique, et guide son spectateur tout au long d'un raisonnement qui doit l'amener à accepter l'usage de la fantaisie, de l'imagination, pour poétiser le réel. « Une pièce révolutionnaire [Revolutionsstück], si je ne m'abuse ! » s'exclamera un des spectateurs fictifs ; et révolutionnaire aussi esthétiquement que politiquement, puisque Tieck, admirateur de la Révolution française, fait s'exclamer aussi son Chat botté : « Freiheit und Gleichheit! — das Gesetz ist ausgefressen! Nun wird ja wohl der Tiers État Gottlieb zur Regierung kommen. » (« Liberté et égalité ! On a mangé la Loi ! Désormais Gottlieb, le Tiers État va prendre le pouvoir, je pense. ») Le Chat botté repousse, selon Nicolas Waquet, « les frontières de la comédie et du simple divertissement, [et] soulève des questions profondes sur le phénomène théâtral. Elle préfigure en cela les innovations des surréalistes français, les pièces d'un Pirandello, les expériences d'Adamov, Ionesco et Beckett, ainsi que le théâtre de Bertolt Brecht, animé par un même effort de distanciation. »

Henri Heine souligne, en portant un regard rétrospectif vers les fondations de la littérature allemande issue du Sturm und Drang et des générations qui en sortirent, combien novateur était l'esprit des pièces de Tieck, et quelle influence décisive il eut sur ses condisciples : 

« Les satires dramatiques de Tieck sont coupées d'une façon aussi aventureuse et elles sont aussi irrégulières, conçues dans un langage aussi capricieux que les tragédies de Shakespeare. (...) A son exemple, beaucoup de poètes s'emparèrent de cette forme, et nous eûmes des comédies dont l'effet n'était pas produit par un caractère plaisant ou par une bouffonne intrigue, mais où l'on nous introduisait immédiatement dans un monde fabuleux où les animaux parlent et agissent comme des hommes, et où le hasard et le caprice prennent la place de l'ordre naturel des choses. »

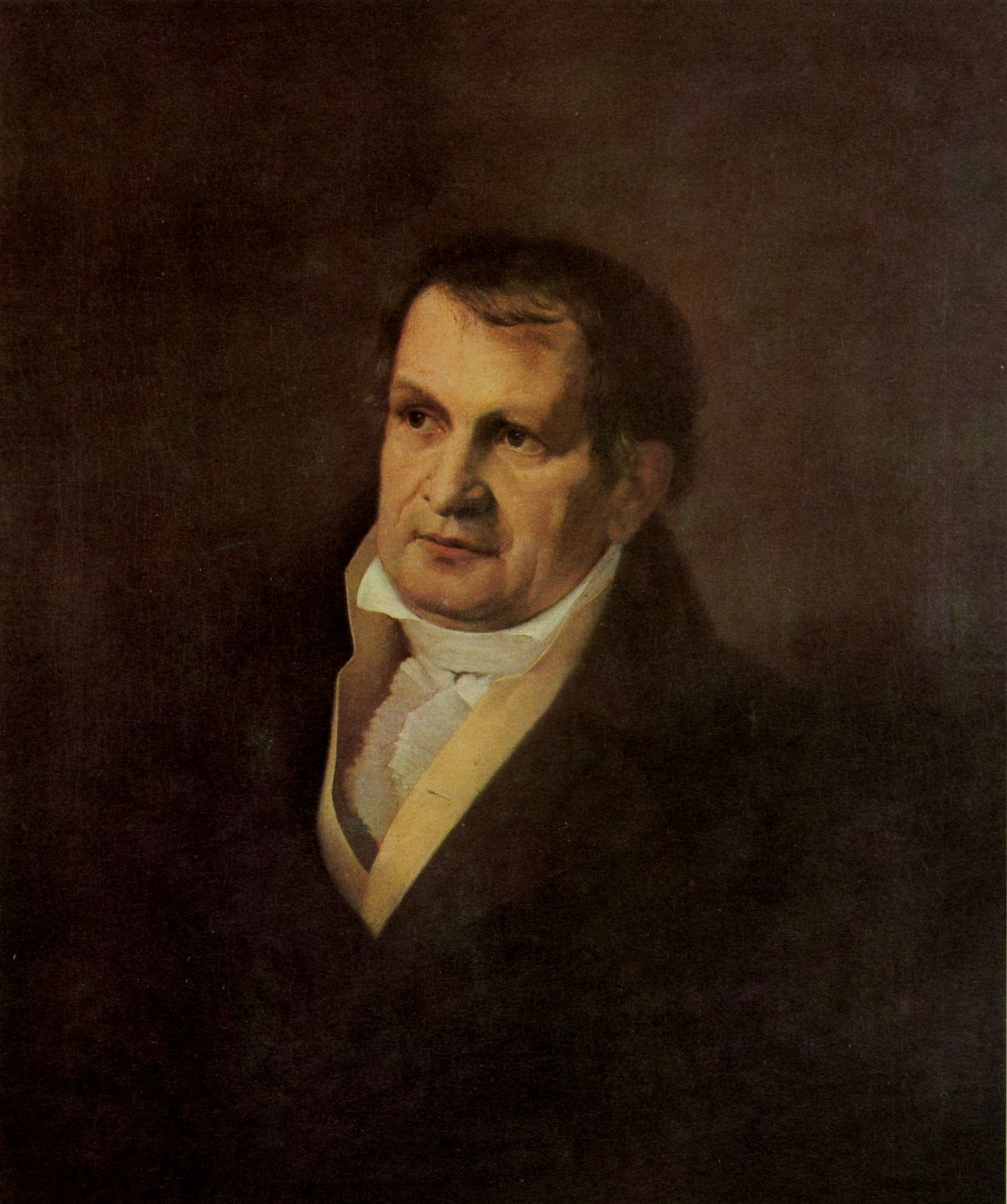
Tieck par Robert Schneider (1833).

#### Théorie politique sur le théâtre anglais
« À lire ou à jouer, Shakespeare, que les Allemands appellent unser Shakespeare [notre Shakespeare], est bien le référent absolu. » Ainsi Ludwig Tieck consacrera-t-il une partie de ses travaux sur la dramaturgie à explorer l'art du dramaturge anglais.

Au sujet du Shakespeare's Vorschule de Tieck (École antérieure à Shakespeare) la Revue encyclopédique de 1824 produit le compte-rendu suivant : 

« Il est presque douteux que Shakespeare ait plus d'admirateurs en Angleterre qu'en Allemagne, où les meilleurs poètes se sont fait un honneur de le traduire, de le commenter, de le louer et de l'imiter. M. Tieck est de ce nombre. Après avoir publié, en 1810 et en 1811, l'Ancien théâtre anglais, ce poète distingué a fait un voyage en Angleterre pour mieux comprendre Shakespeare, et se procurer des renseignements plus exacts sur l'histoire du temps où ce grand auteur tragique a vécu, et sur la nation dont il reproduit si souvent les opinions, les préjugés, les mœurs et les dictons populaires (...). M. Tieck entreprend maintenant un recueil et une traduction des principales pièces dramatiques qui avaient paru avant Shakespeare, et dans lesquelles l'auteur de Macbeth et de Hamlet a probablement puisé des inspirations. Le premier volume du nouveau recueil de M. Tieck contient trois pièces et une introduction historique sur l'état du théâtre anglais avant Shakespeare. Les Anglais ont eux-mêmes beaucoup écrit sur leur théâtre ; mais, comme ces ouvrages sont peu répandus sur le Continent, les recherches de M. Tieck y ont encore le mérite de la nouveauté. L'auteur se courrouce, comme poète, contre la révolution anglaise, qui, selon lui, a flétri les fleurs de l'imagination qu'avait fait éclore le règne brillant d'Elisabeth ; il attribue à l'influence des puritains une pédanterie qui, selon lui, a pénétré dans le caractère des Anglais, et a empêché la poésie dramatique de reprendre son essor, même après la restauration. Peut-être M. Tieck n'a-t-il pas remarqué que, lorsque les peuples sont une fois sortis de cette naïveté qui caractérise l'enfance de l'art, ils n'y rentrent plus, et que c'est moins l'effet des révolutions politiques que des progrès naturels de l'esprit humain. La raison gagne alors le terrain que perd la fiction ; c'est sans doute une perte pour la poésie, mais la société ne s'en trouve pas plus mal. »

Trois pièces exhumées par Tieck sont alors examinées rapidement : La Légende du père Bacon de Robert Green, Arden de Feversham et Les Sorcières du Lancastshire de Thomas Heywood.
Cette chronique littéraire met en relief l'aspect conservateur de Tieck, contempteur des révolutions anglaises dont le produit sera le puritain Cromwell, et qui fait s'étioler l'influence du théâtre shakespearien, à l'outrance baroque. Tout comme la Révolution française annule les afféteries du rococo pour les remplacer par le sévère néo-classicisme de David, les révolutions anglaises conduisent l'esprit vers l'empirisme de Locke, de Berkeley, de Hume. Or, le romantisme, et au premier titre le romantisme allemand, s'élèvent contre la conception du monde purement empirique héritée des Lumières ; non pas signe à une allégeance particulière au classicisme, le conservatisme politique de Tieck, sa révulsion quant aux révolutions issues de ce que l'on nomme Progrès, est explicable en partie par son engagement romantique - tout comme son engagement romantique le porte à admirer le soulèvement et la résistance héroïque du peuple français opposé à la Coalition européenne, au cours de la Révolution. Le romantisme est en soi porteur de tels paradoxes.

#### Tieck et Shakespeare

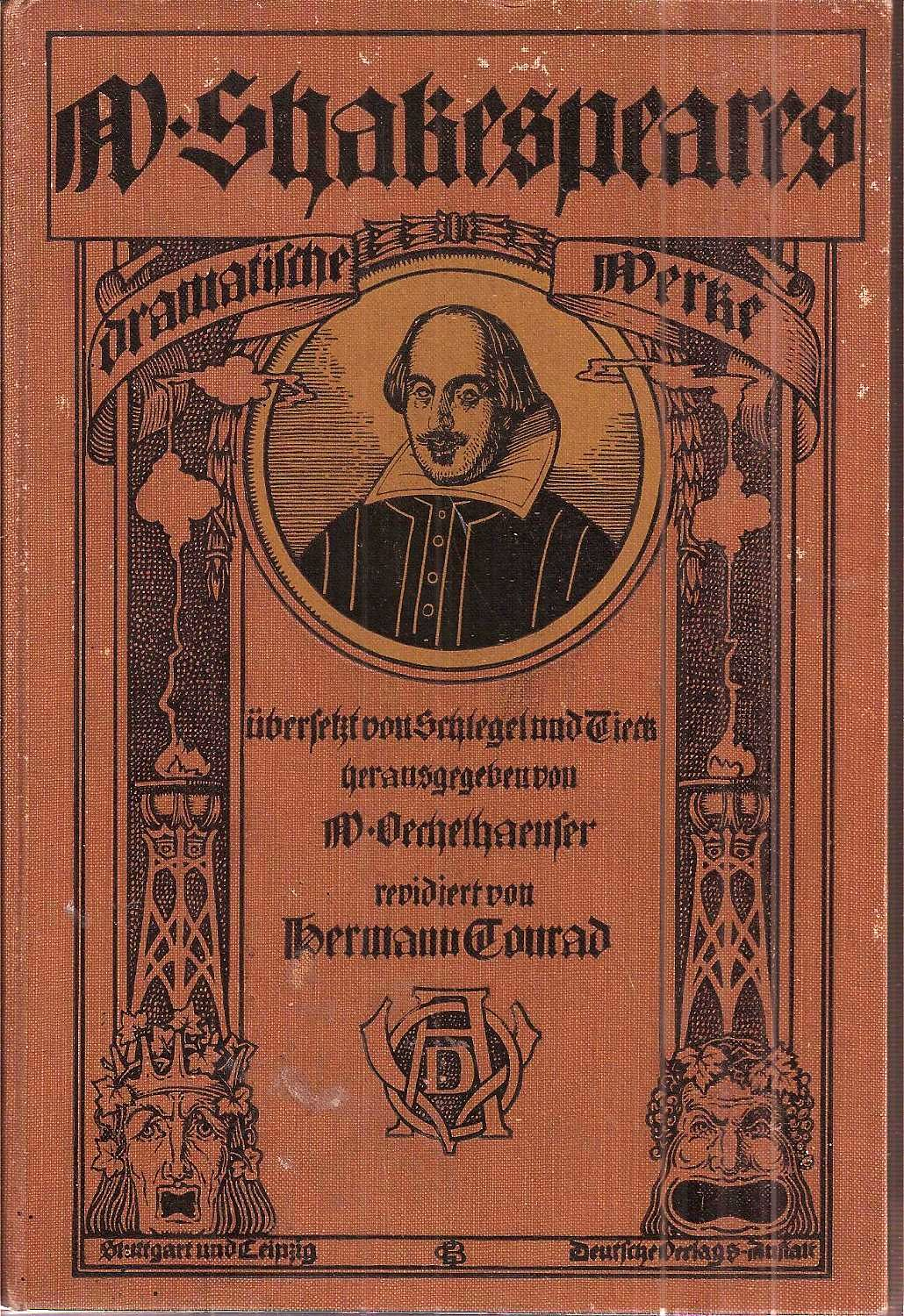

Tieck est considéré tour à tour comme l'un des passeurs majeurs de Shakespeare auprès du public romantique de son temps, et comme un exégète aveugle qui n'aura pas réussi à rendre lisible le dramaturge anglais, le laissant, selon Eduard Gans, « insondable, incommensurable, impénétrable » pour jamais. Il reste que Ludwig Tieck, non content de lire Shakespeare dans les salons, a passé une partie de sa vie à agréger des séries d'écrits portant sur Shakespeare dans le but d'en dresser une somme critique majeure - laquelle somme ne vit, à l'exemple des Passages de Benjamin, jamais véritablement le jour. Dans cette entreprise aporétique, Tieck se considérait entravé par la contradiction selon laquelle le travail critique d'explication qu'il tâchait de mener à bien risquait d'altérer le texte originel.

## Liste des œuvres de Ludwig Tieck
La plupart des volumes ci-dessous constituant des éditions originales n'ayant jamais été traduites en français, les références bibliographiques qui sont fournies respectent les normes universitaires allemandes ou anglo-saxonnes le cas échéant.

### Œuvres complètes
- Schriften. Volumes 1–28. Berlin: Reimer, 1828–1854. (Sous le nom d'« Arno Schmidt, Referenzbibliothek »)
- Werke in vier Bänden. Nach dem Text der Schriften von 1828–1854. München: Winkler, 1963–1966
- Schriften. En 12 volumes. Édition de Hans P. Balmes, Manfred Frank [et al.] Frankfurt am Main: Deutscher Klassiker-Verlag, 1986
  - 1. Jugendwerke / Die Sommernacht / Schriften 1789–1793. Commentaires d'Achim Hölter, 1991 (coll. « Bibliothek deutscher Klassiker no 64 »)
  - 6. Phantasus. 1985 (coll. « Bibliothek deutscher Klassiker no 2 »)
  - 7. Gedichte. Édition de Ruprecht Wimmer (de), 1995 (coll. « Bibliothek deutscher Klassiker no 124 »)
  - 11. Der junge Tischlermeister / Die Vogelscheuche / Das Alte Buch / Eigensinn und Laune / Schriften 1834–1836. Édition de Uwe Schweikert, 1988 (coll. « Bibliothek deutscher Klassiker no 35 »)
  - 12. Vittoria Accorombona / Des Lebens Überfluss / Waldeinsamkeit / Schriften 1836–1852. Édition de Uwe Schweikert, 1986 (coll. « Bibliothek deutscher Klassiker no 13 »)

### Travaux (sélection)
- Abdallah. Eine Erzählung. Berlin, Leipzig: Nicolai, 1795
- Peter Lebrecht. Eine Geschichte ohne Abentheuerlichkeiten (de). 2 Bde. Berlin, Leipzig, Nicolai, 1795–1796
- Die beiden merkwürdigsten Tage aus Siegmunds Leben (de), 1796.
- William Lovell (de). 3 volumes. Berlin, Leipzig: Nicolai 1795–1796
  - Volume 1. Berlin et al., 1795.
  - Volume 2. Berlin et al., 1796.
  - Volume 3. Berlin et al., 1796.
- Wilhelm Heinrich Wackenroder, Ludwig Tieck, Herzensergießungen eines kunstliebenden Klosterbruders (de). Berlin: Unger, 1797.
- Die sieben Weiber des Blaubart. Eine wahre Familiengeschichte. Commentaires de Gottlieb Färber [i.e. Ludwig Tieck]. Istanbul: Murusi, 1212 [i.e. Berlin: Nicolai, 1797]
- Volksmärchen. Commentaires de Peter Leberecht [i.e. Ludwig Tieck]. 3 vol. Berlin: Nicolai 1797 (Contenant de Tieck : Le Chat botté (de), Eckbert le Blond (de) et Barbe-Bleue).
- Liebesgeschichte der schönen Magelone und des Grafen Peter von Provence (de), 1797
- Franz Sternbalds Wanderungen (de). Eine altdeutsche Geschichte. 2 volumes. Berlin: Unger, 1798
  - Volume 1. Berlin, 1798.
  - Volume 2. Berlin, 1798.
- Romantische Dichtungen. 2 volumes. Iéna, chez Frommann, 1799–1800
- « Zerbino, ou le Voyage au bon goût » (Prinz Zerbino, oder die Reise nach dem guten Geschmack, 1799), satire contre le cénacle rousseauiste, est largement la continuation du « Chat botté » (cf. supra). Iéna, impr. Frommann,
- Wilhelm Heinrich Wackenroder: Phantasieen über die Kunst, für Freunde der Kunst. Commentaires de Ludwig Tieck. Hambourg: Verlag Friedrich Perthes (de), 1799
- Poetisches Journal. Commentaires de Ludwig Tieck. Iéna, impr. Frommann, 1799
- Der Runenberg (de), 1804
- Kaiser Octavianus. Ein Lustspiel in zwei Theilen. Iéna, impr. Frommann, 1804
- Liebeszauber (de), 1811
- Phantasus. Eine Sammlung von Märchen, Erzählungen, Schauspielen und Novellen. 3 volumes. Berlin: Realschulbuchhandlung, 1812–1816
  - Volume 1. Berlin, 1812.
  - Volume 2. Berlin, 1812.
  - Volume 3. Berlin, 1816.
- Gedichte. 3 volumes. Dresden: Hilscher, 1821–1823
- Novellen. 7 volumes. Dresden: Arnold; Berlin: Reimer; Breslau: Max, 1823–1828.
- Dramaturgische Blätter. 2 volumes. Breslau: Max, 1826; 3e volume : Leipzig: Brockhaus, 1852
- Dichterleben (de). Première partie. Roman, 1825
- Der Aufruhr in den Cevennen. Eine Novelle in vier Abschnitten. Erster und zweiter Abschnitt (de). Berlin: Reimer 1826
- Der Gelehrte (de). Roman, 1827
- Der Hexensabbat. Roman, 1831
- Gesammelte Novellen. Vermehrt und verbessert. 14 volumes. Breslau: Max, 1835–1842
- Der junge Tischlermeister (de). Novelle in sieben Abschnitten. 2 volumes. Berlin: Reimer, 1836
- Des Lebens Überfluß (de). Roman, 1839
- Vittoria Accorombona. Ein Roman in fünf Büchern (de). 2 volumes. Breslau: Max, 1840
- Kritische Schriften. 4 volumes. Leipzig: Brockhaus 1848–1852 (Volumes 3 et 4 parus sous le titre : Dramaturgische Blätter. Zum ersten Mal vollständig gesammelt.)
- Gesammelte Novellen. Vollständige auf's Neue durchgesehene Ausgabe. 12 volumes. Berlin: Reimer, 1852–1854
- Nachgelassene Schriften. Auswahl und Nachlese. Commentaires de Rudolf Köpke. 2 volumes. Leipzig: Brockhaus, 1855
- Das Buch über Shakespeare. Handschriftliche Aufzeichnungen. Aus seinem Nachlass. Commentaires de Henry Lüdeke. Halle: Niemeyer, 1920 (coll. « Neudrucke deutscher Literaturwerke des 18. und 19. Jahrhunderts no 1 »).

### Lettres (sélection)
- Briefe an Ludwig Tieck. Sélectionnées et commentées par Karl von Holtei. 4 volumes. Breslau, Trewendt, 1864
- Letters of Ludwig Tieck. Hitherto unpublished. 1792–1853. Sélectionnées et commentées par Edwin H. Zeydel, Percy Matenko and Robert Herndon Fife. New York: Modern Language Assoc. of America, 1937. [Millwood, N.Y.: Kraus Reprint Co., 1973]
- Ludwig Tieck und Ida von Lüttichau in ihren Briefen. Commentaire d'Otto Fiebiger. Dresden, in Mitteilungen des Vereins für Geschichte Dresdens, no 32, 1937
- Letters to and from Ludwig Tieck and his circle. Unpublished letters from the period of German romanticism, including the unpublished correspondence of Sophie and Ludwig Tieck. Sélectionnées et commentées par Percy Matenko, Edwin H. Zeydel, Bertha M. Masche. Chapel Hill: Univ. of North Carolina Press, [1967]. (Studies in the Germanic Languages & Literatures, No. 57).  (ISBN 0-8078-8057-4)
- Ludwig Tieck. Commentaires par Uwe Schweikert. 3 volumes. München: Heimeran, 1971 (Dichter über ihre Dichtungen. vol. 9/I–III)
- Ludwig Tieck und die Brüder Schlegel. Briefe. Sélectionnées et commentées par Edgar Lohner. München: Winkler, 1972 [d'après les travaux d’Henry Lüdeke, nouvelle édition]

### Traductions (sélection)
- Cervantes, Don Quixote, 4 volumes, Berlin, 1799–1801; Neudruck, 1852/53.
- Werke von Shakespeare, écrits avec August Wilhelm Schlegel, Wolf von Baudissin et sa fille Dorothea Tieck :
  - Tieck ne fut pas impliqué dans la première édition (1797–1810).
  - 2e édition : 1839–1840.
  - 3e édition : 1843–1844.
- Altenglisches Theater, 2 volumes, Berlin, 1811.

### Tieck en tant qu'éditeur
- Poetisches Journal, Jena 1800 (mehr nicht erschienen), publié par Friedrich Frommann
- Minnelieder aus dem schwäbischen Zeitalter, neu bearbeitet und herausgegeben von Ludewig Tieck, mit Kupfern, Berlin 1803
- Novalis Schriften, 2 volumes. Commentaires de Ludwig Tieck et Friedrich Schlegel. Berlin: Reimer, 1837[78]
- Heinrich von Kleists hinterlassene Schriften. Commentaires de Ludwig Tieck. Berlin: Reimer, 1821
- Lenz’ gesammelte Schriften, Berlin 1828 [Au sujet de Jakob Michael Reinhold Lenz]
- Solger's nachgelassene Schriften und Briefwechsel. Commentaires de Ludwig Tieck et Friedrich von Raumer. Leipzig: Brockhaus, 1826 [Au sujet de Karl Wilhelm Ferdinand Solger (de)]
- Gesammelte Novellen von Franz Berthold. Commentaires de Ludwig Tieck. Leipzig: Brockhaus, 1842 [Au sujet d'Adelheid Reinbold (de)]

### Traductions contemporaines en français (sélection)

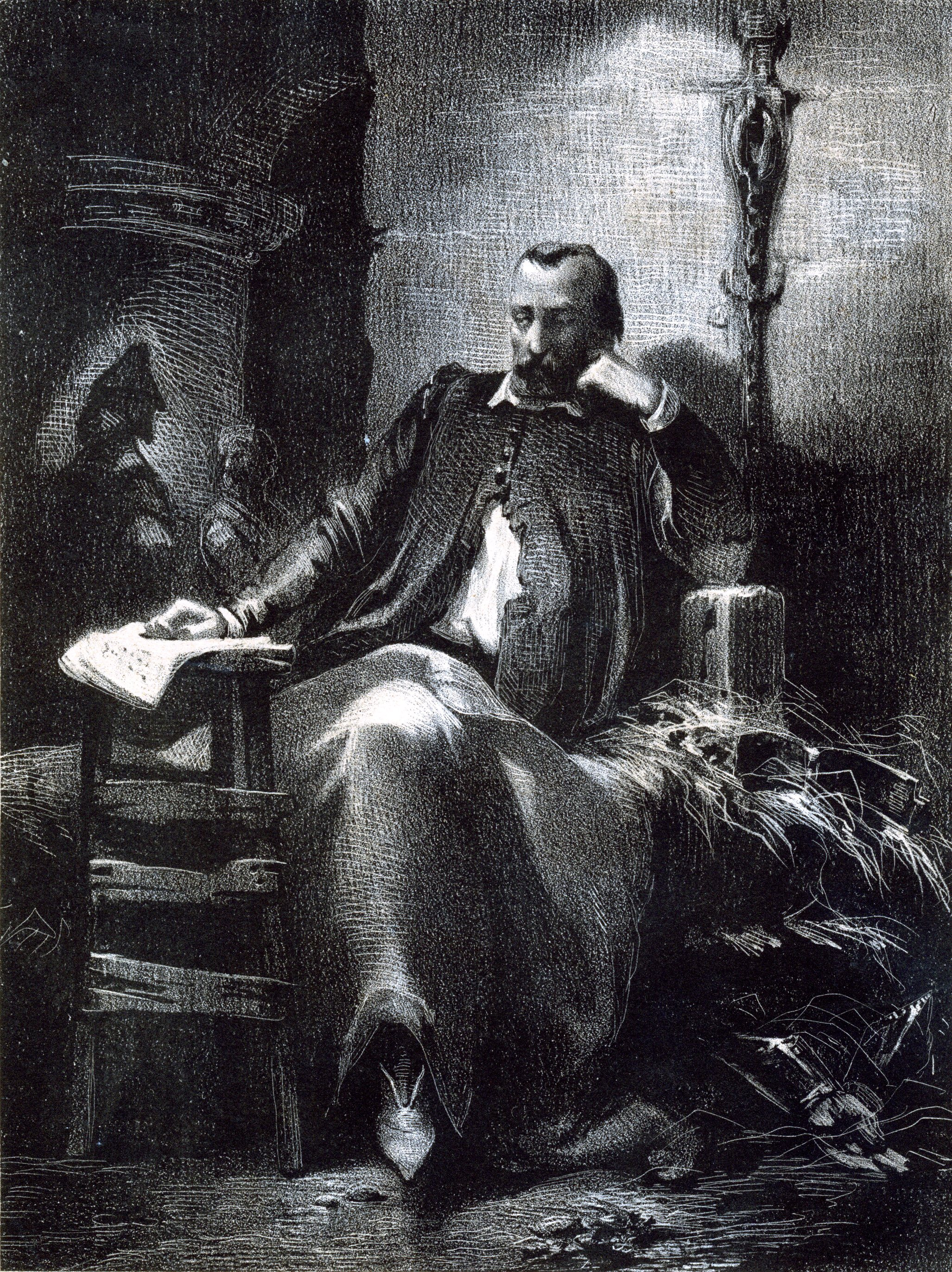
Camões dans la prison de Goa, lithographie de Moreaux.

- La Barbe bleue suivi de Sept Femmes de Barbe-Bleue, théâtre, trad. fr. & éd. critique par Alain Montandon, Paris, Classiques Garnier, coll. Textes du monde, 276 p., 2019  (ISBN 978-2812436437)
- Le Chat botté, Nicolas Waquet, trad., Paris, Rivages poches, coll. « Petite bibliothèque », 2012.  (ISBN 978-2-7436-2373-9)
- La Coupe d'or et autres contes, Albert Béguin, trad., Paris, Gallimard, coll. « Folio bilingue », 2011.  (ISBN 978-2-07-044144-0)
- Pierre Péju (dir.), Amour et magie, et autres contes, précédé de « Teintes pastel et encre noire », Paris, Corti, 1993  (ISBN 2-7143-0495-8)

## Influences notables
Le poète portugais Luis de Camões, dont il retrace la vie dans Mort d'un poète (1826), le poète italien Torquato Tasso (personnage secondaire de sa nouvelle Vittoria Accorombona, 1840), auteurs respectivement des Lusiades et de la Jérusalem délivrée, furent pour Tieck (outre Shakespeare) des modèles de la profondeur (Tiefsinn) poétique.

## Postérité non littéraire

### Musique

#### Tieck et Wagner

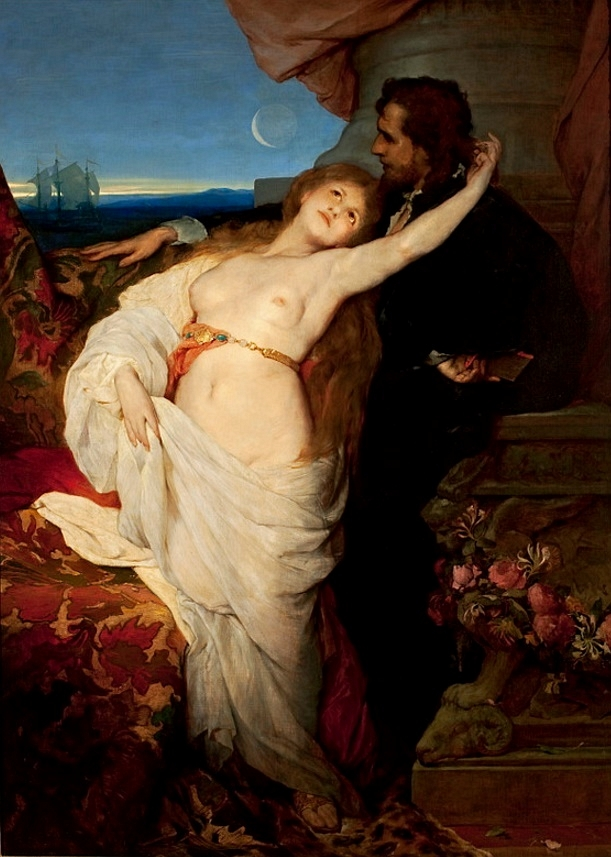
Gabriel von Max, Le Tannhäuser (1878).

Une nouvelle de Tieck, Le fidèle Eckhart et le Tannenhäuser (située dans le recueil des Märchen aus dem Phantasus, 1812) inspira en partie le Tannhäuser de Wagner, plus particulièrement les épisodes de la visite au Pape et de la mort d'Elisabeth.
Wagner rencontra Tieck à Berlin en 1847, et laissa un compte-rendu détaillé de sa conversation avec le poète de 74 ans, qui demeurait alors le seul membre survivant de la première génération des écrivains romantiques allemands. Tieck connaissait le livret de Tannhaüser, qui avait été en grande partie inspiré par son Eckhart écrit un demi-siècle auparavant, et celui de Lohengrin. D'après ce compte-rendu, il s'était trouvé impressionné par les deux textes. Il est clair, à en croire le journal de Cosima Wagner, que Wagner garda pour la prose et pour la poésie de Tieck un intérêt vivace jusqu'à la fin de sa vie. Dans Ma Vie, il évoque cette rencontre comme une précieuse expérience. Cependant, à peine quatre ans plus tard, en 1851 — alors que Tieck était encore en vie — Wagner se montra bien plus virulent à son égard dans sa défense, à caractère autobiographique, Une Communication à mes amis. Sans dénier toute influence du vieux poète dans sa découverte de la légende de Tannhaüser, Wagner minimisa la dette qu'il avait non seulement envers Tieck, mais aussi envers E.T.A. Hoffmann.

#### Autres adaptations
Brahms a mis en musique quinze textes issus du roman Liebesgeschichte der schönen Magelone und des Grafen Peter von Provence (« Les Amours de la belle Maguelone et de Pierre, comte de Provence », de 1797) sous le titre Die schöne Magelone (La belle Magelone), opus 33.
Judith Weir adapte le conte de Tieck Eckbert le Blond en opéra, en 1993.

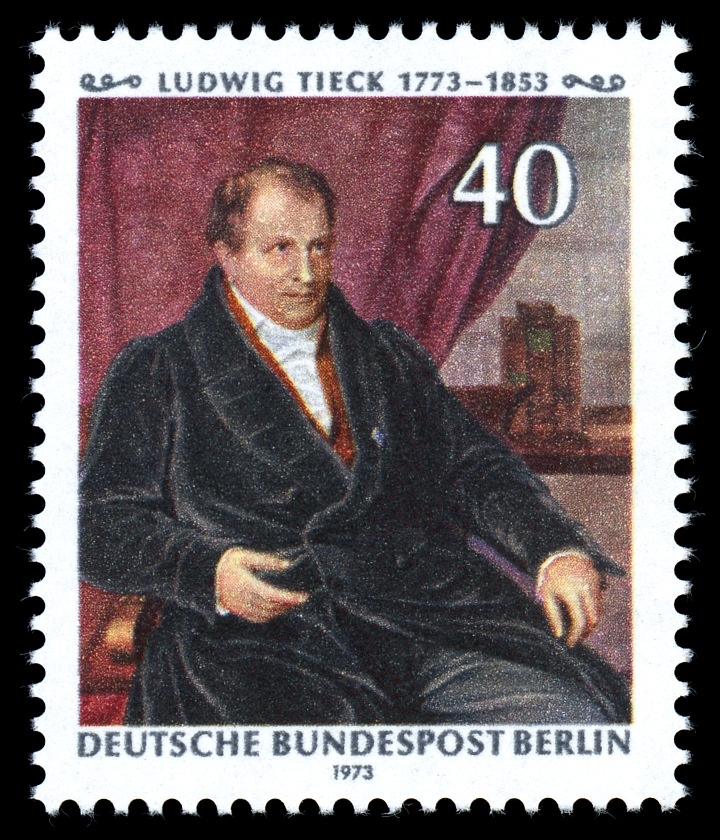
Timbres à l'effigie de Tieck émis en 1973 par Berlin.

### Film
Une de ses nouvelles, Léonor, a été adaptée au cinéma en 1975 par le réalisateur Juan Luis Buñuel.

### Astronomie
L'astéroïde (8056) Tieck porte son nom depuis 1999.